# Nelkengewächse
Die Nelkengewächse (Caryophyllaceae) sind eine Familie in der Ordnung der Nelkenartigen (Caryophyllales) innerhalb der Bedecktsamigen Pflanzen (Magnoliopsida). Es sind meistens krautige Pflanzen mit gegenständigen, ganzrandigen und sitzenden Laubblättern und charakteristischer „gabeliger“ Verzweigung. Die Blüten sind meistens radiärsymmetrisch und zwittrig, die Früchte sind meistens Kapselfrüchte. Sie kommen weltweit in allen Klimazonen vor. Die meisten ihrer rund 2200 Arten findet man mit holarktischer Verbreitung in den gemäßigten Breiten auf der Nordhalbkugel. Sorten vieler Arten werden als Zierpflanzen verwendet.

## Etymologie
Der Name Caryophyllaceae leitet sich vom heute nicht mehr anerkannten Gattungsnamen Caryophyllus (heute Dianthus) ab. Dieser Name wurde schon vor Carl von Linné als Bezeichnung für verschiedene Nelkengewächse verwendet, etwa von Paulus Hermannus 1687 im Horti Academici Lugduno-Batavi Catalogus. Er stammt vom griechischen karyophyllon (im Lateinischen als caryophyllus, gariofilus usw. belegt) ab, womit die Gewürznelke (Syzygium aromaticum), ein Myrtengewächs (Myrtaceae), bezeichnet wurde. Die Bezeichnung wurde aufgrund der Ähnlichkeit der getrockneten Blütenknospe der Gewürznelke mit der nagelförmigen, von braunen schuppigen Hochblättern umgebenen Hülle der Karthäuser-Nelke (Dianthus carthusianorum) auf Letztere übertragen. Auch der deutsche Name „Nelke“ (vom mittelhochdeutschen negelkin „Nägelchen“) beruht auf dem Vergleich ihrer aromatischen, nagelförmigen Blüten mit den formähnlichen Knospen der Gewürznelken.

## Beschreibung

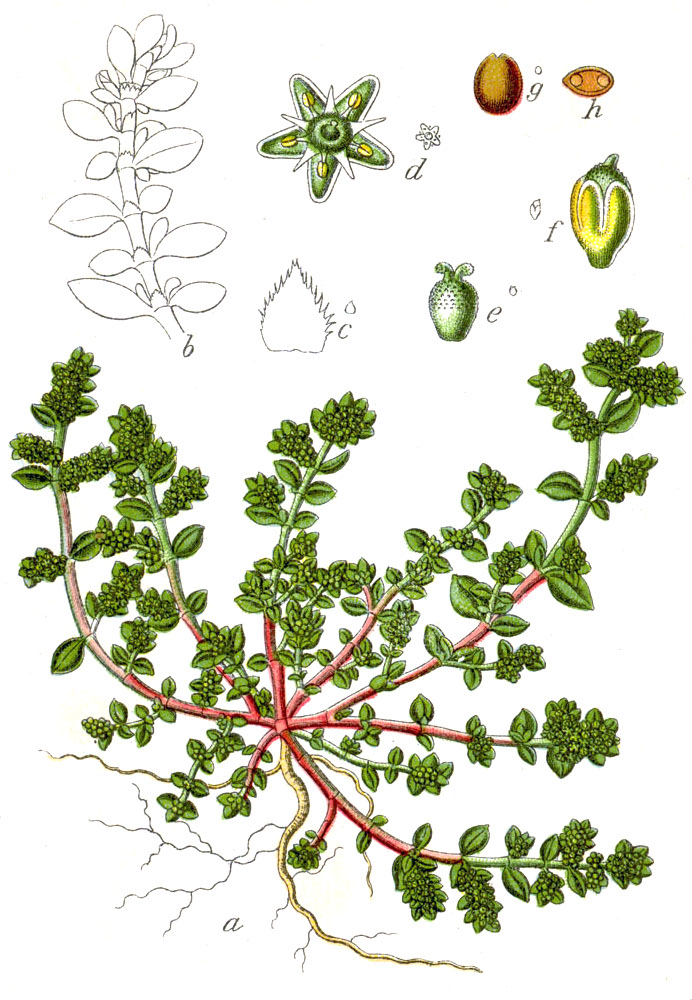
Tribus Paronychieae: Kahles Bruchkraut (Herniaria glabra), Illustration

### Vegetative Merkmale
Die Nelkengewächse sind meistens ein-, zweijährige oder ausdauernde krautige Pflanzen, seltener sind es verholzende Pflanzen wie Halbsträucher, Sträucher und Lianen. Das Xylem in den unterschiedlichen Lebensformen (krautige bis verholzende Pflanzen) besteht hauptsächlich aus Parenchym und kleinen Gefäßen mit Durchmessern von 20 bis 50 μm. Die Leitbündel besitzen kein internes Phloem. Das sekundäre Dickenwachstum erfolgt meistens über den normalen Kambiumring, manchmal auch über mehrere konzentrische Kambien (z. B. Spergularia).
Typisch für alle Nelkengewächse ist die dichasiale Verzweigung (siehe Abbildung unten). Die Knoten sind oft geschwollen. Die hier in die Blätter austretenden Leitbündel hinterlassen in der Sprossachse nur eine Lücke (d. h. die Knoten sind unilakunär).
Die Laubblätter sind fast immer kreuzgegenständig, ungeteilt, von länglicher Form und ganzrandig. Häufig sind die Blätter stiellos und die beiden Blätter eines Knotens miteinander am Grund verwachsen (Gamophyllie). Nebenblätter sind selten und treten nur in den Unterfamilien Paronychioideae und Silenoideae auf.

### Blütenstände und Blüten

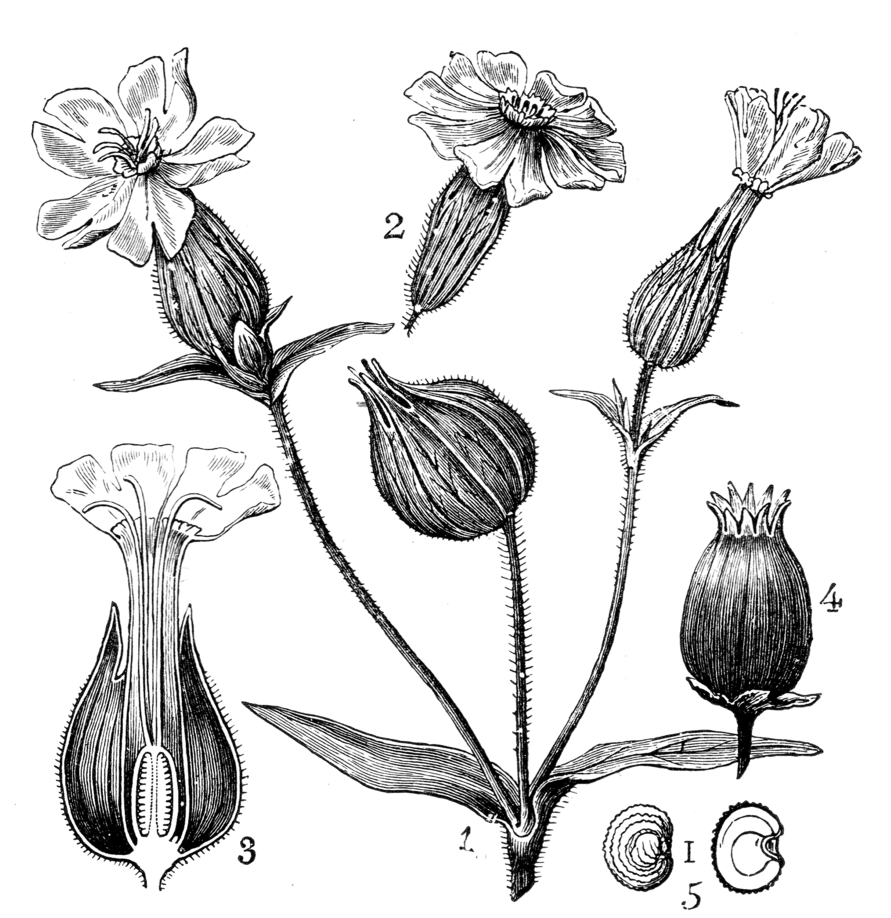
Weiße Lichtnelke
1 Blütenzweig, 2 männliche Blüte, 3 weibliche Blüte, 4 Frucht, 5 Same

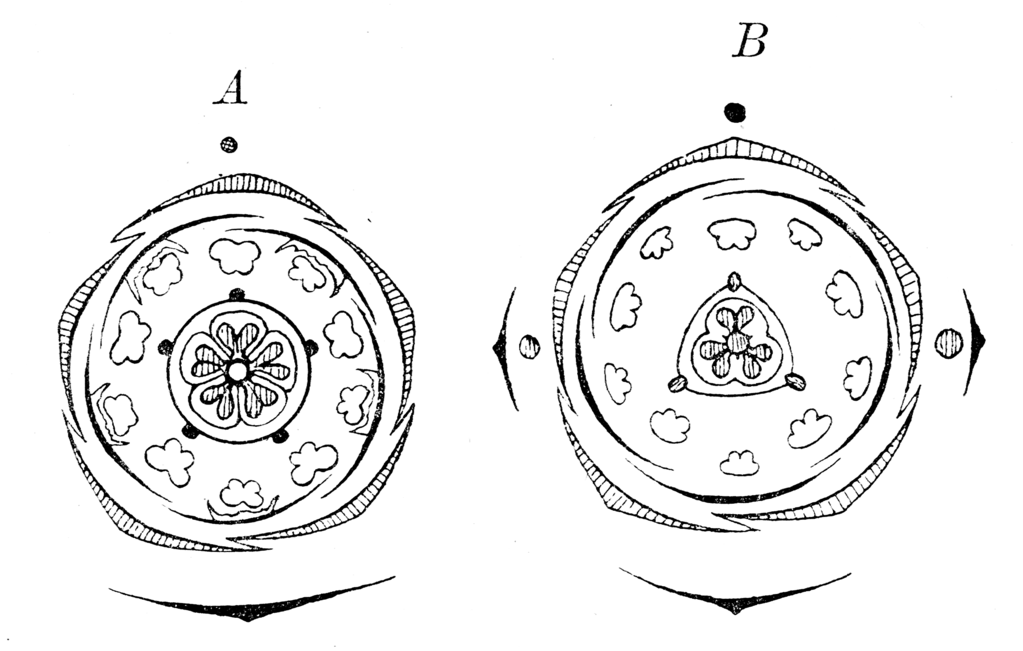
Blütendiagramme
A Lychnis (mit Scheidewänden im unteren Teil des Fruchtknotens)
B Silene (Scheidewände fehlen)

Die endständig (terminal) stehenden Blütenstände sind im Normalfall sogenannte Dichasien (siehe Abbildung unten). Bei vielen Arten ist das Dichasium jedoch reduziert, etwa zu einer Wickel bei Stellaria pendula, zu einer Scheindolde (Doldenspurre) bei Holosteum umbellatum oder sogar zu Einzelblüten.
Die Blüten sind radiärsymmetrisch und in der Regel fünfzählig und zwittrig, seltener eingeschlechtig. Einige Arten sind diözisch (beispielsweise Silene dioica) oder andromonözisch bzw. auch gynodiözisch. Die ursprüngliche Blütenformel lautet:
{\displaystyle \star K_{5}\;C_{5}\;A_{5+5}\;G_{\underline {(5)}}}
Die Blütenhülle ist meistens in Kelch und Krone gegliedert. Der Kelch ist frei (Paronychioideae, Alsinoideae) oder verwachsen (Caryophyllidae). Die Kronblätter sind immer frei. Bei den Caryophyllidae sind die Kronblätter „genagelt“, d. h. sie besitzen einen langen Stiel („Nagel“) und eine „Platte“, am Übergang sitzt oft eine Nebenkrone (Ligula). Charakteristisch ist die regelmäßig nach links deckende ("linksgedrehte") Knospenlage der Kronblätter-Platten vieler Nelkengewächse. Bei vielen Alsinoideae sind die Kronblätter stark zweilappig, sodass der Eindruck entsteht, die Krone sei zehnzählig. Manche Gattungen besitzen nur eine einfache Blütenhülle (Bruchkräuter, Herniaria).
Die Staubblätter sind ursprünglich zehnzählig und stehen in zwei Kreisen. Sie sind nicht miteinander verwachsen. Manchmal sind sie an der Basis mit der Krone oder dem Kelch verwachsen, meistens jedoch frei. Alle Staubblätter sind fruchtbar (fertil). Die Anzahl der Staubblätter kann auf fünf (Herniaria) oder auch auf vier, drei oder eins reduziert sein (bei manchen Stellaria media-Formen). Die Pollensäcke öffnen sich mit Längsschlitzen. Die Pollensackwand besitzt eine faserige, verdickte Mittelschicht (Endothecium). Die innere Schicht der Pollensackwand, das Tapetum, ist drüsig. Die Pollenkörner besitzen drei bis zwölf Keimöffnungen (Aperturen), die je nach Art verschiedene Form haben können (colpat, porat, foraminat oder rugat). Die männlichen Gametophyten sind dreizellig. Viele Arten sind proterandrisch, d. h. die männlichen Organe reifen vor den weiblichen.
Der Fruchtknoten ist oberständig und verwachsen. Die ursprünglich fünf Fruchtblätter sind häufig auf drei (Silene, Stellaria) oder zwei (Dianthus) reduziert. Dementsprechend gibt es zwei bis fünf Griffel und Narben. Der Fruchtknoten ist, charakteristisch für die ganze Ordnung, lysikarp, d. h. die Samenanlagen stehen basal oder an einer freien zentralen Mittelsäule (daher stammt auch die alte Bezeichnung der Ordnung als Centrospermae.) Die Entstehung wird durch eine Auflösung der Scheidewände zwischen den einzelnen Fruchtblättern erklärt. Bei manchen Gattungen sind im basalen Teil des Fruchtknotens noch Reste der Scheidewände erhalten (z. B. Lychnis). Jeder Fruchtknoten enthält meistens viele Samenanlagen, seltener nur eine. Die einzelnen Samenanlagen stehen schräg auf ihrem Stiel (kampylotrop).
Daraus ergibt sich folgende, allgemeinere Blütenformel:
{\displaystyle \star K_{5}\;oder\;K_{(5)}\;C_{5}\;oder\;C_{0}\;A_{5+5}\;bis\;A_{3+0}\;G_{\underline {(5)}}\;bis\;G_{\underline {(2)}}}

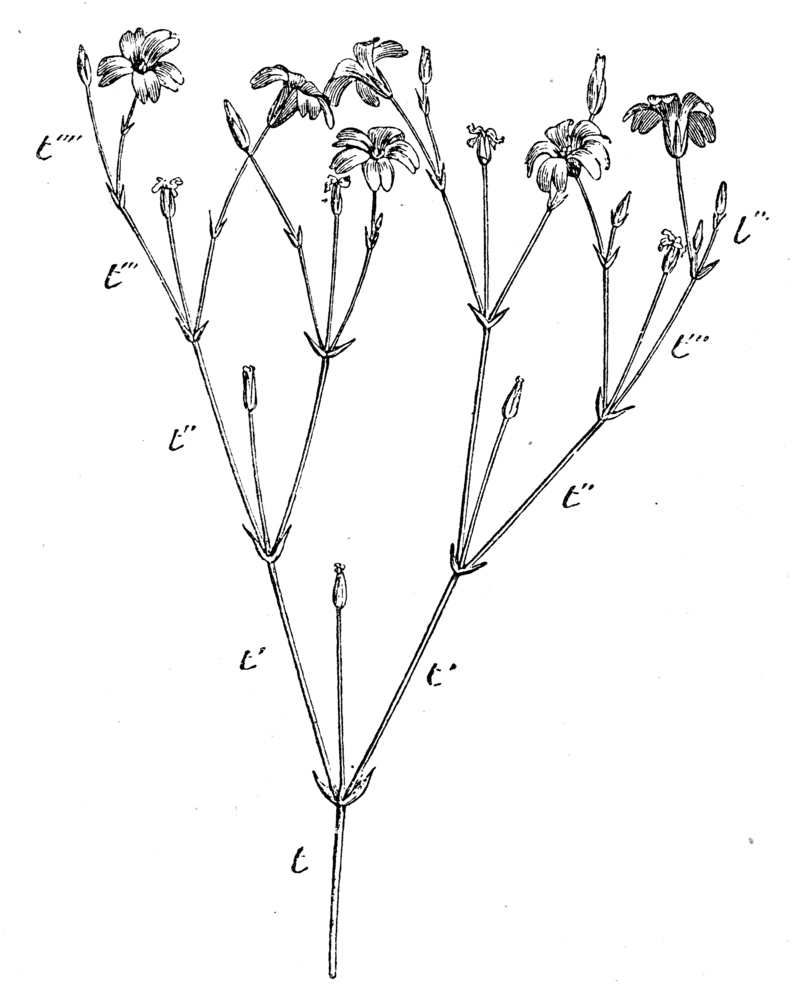
Dichasialer Blütenstand (Cerastium sp.). t-t"" die aufeinander folgenden Achsen
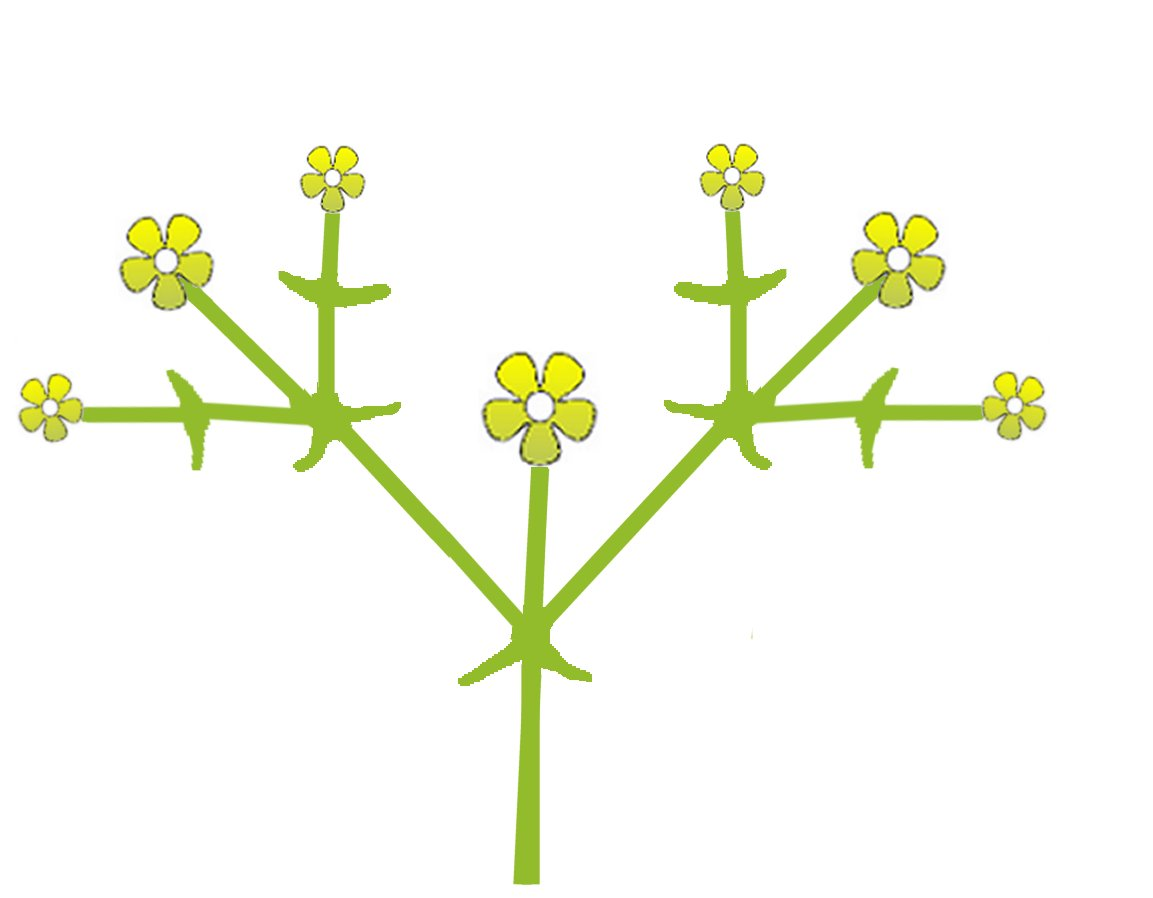
Grundschema eines Dichasiums
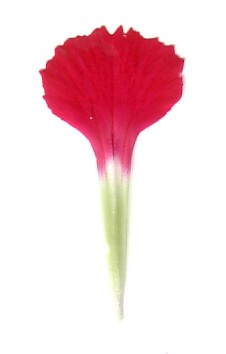
„genageltes“ Kronblatt von Dianthus: „Platte“ (rot) und „Nagel“ (weiß)
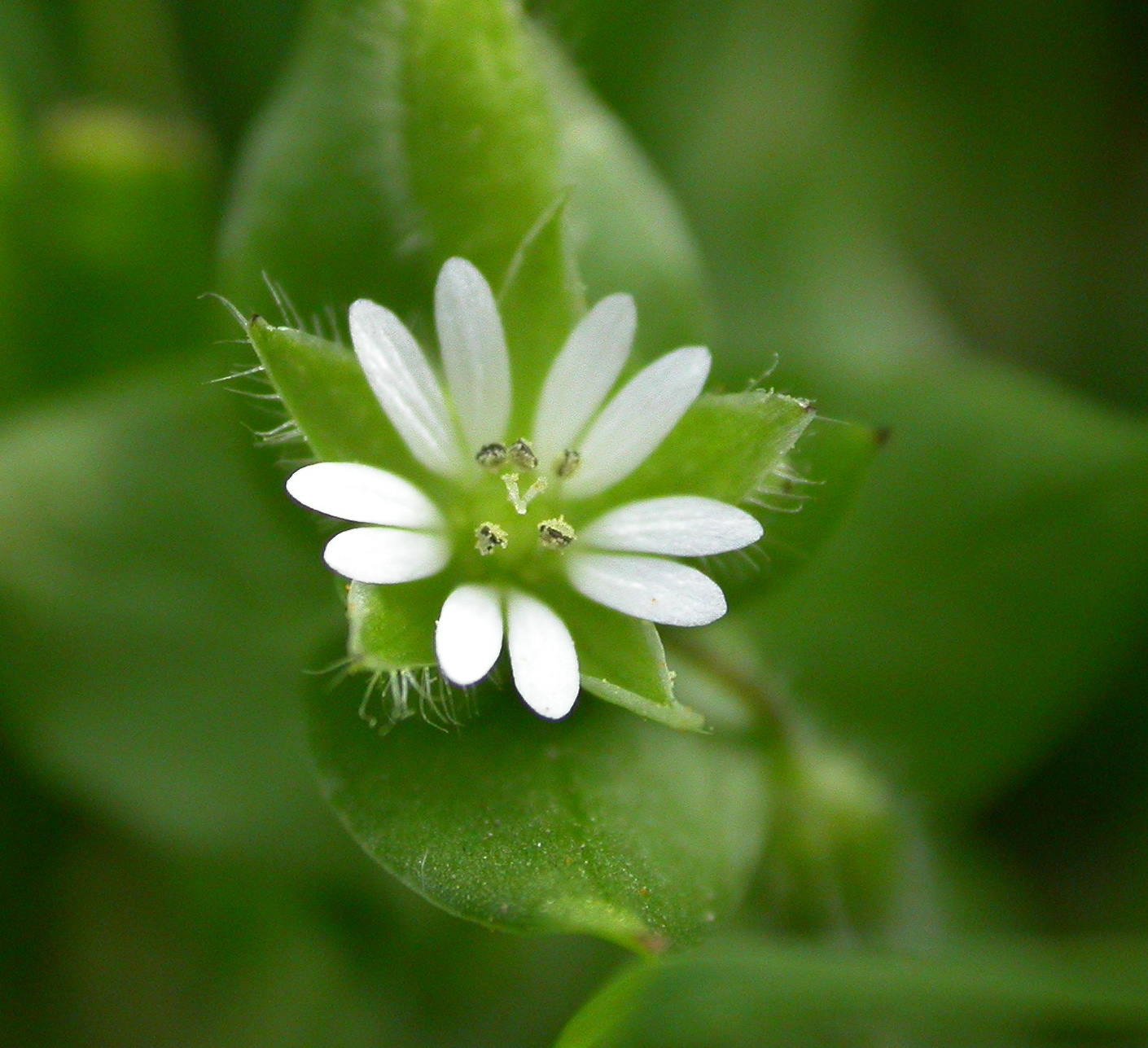
Die tief geschlitzten Kronblätter von Stellaria media lassen die Krone zehnzählig erscheinen

### Früchte und Samen

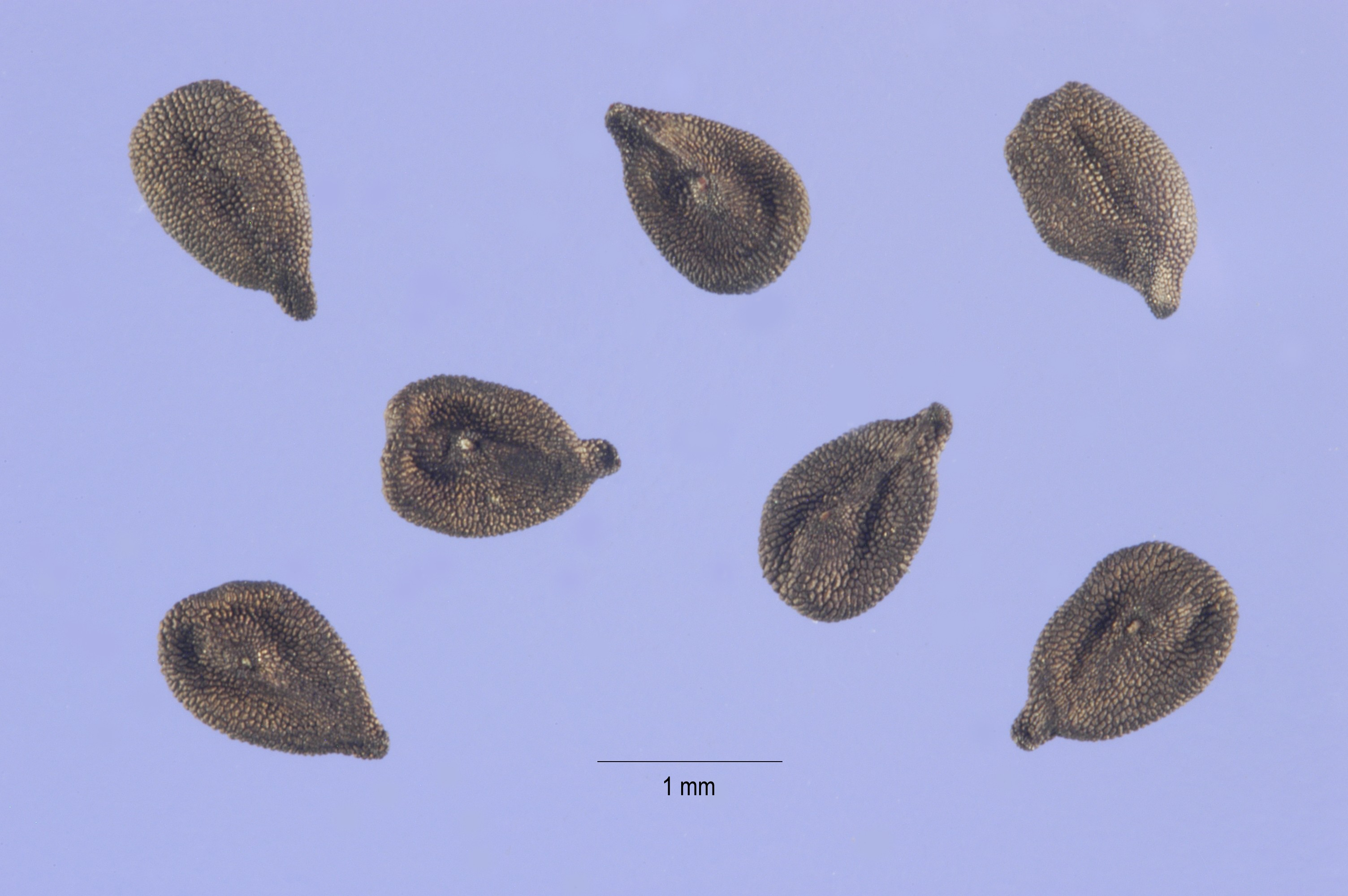
Samen der Rauen Nelke (Dianthus armeria)

Die Nelkengewächse bilden in der Regel Kapselfrüchte, seltener Beeren (Silene baccifera) oder Nüsse (Scleranthus, Herniaria). Die Kapselfrüchte öffnen sich mit Zähnen (denticid) im Bereich der Griffel.
Die Samen besitzen meistens ein nukleär gebildetes Endosperm, ein Perisperm, und sind stärkehaltig. Der Embryo besitzt kein Chlorophyll. Die Keimung erfolgt epigäisch.

### Chemische Merkmale
Als Blütenfarbstoffe besitzen die Nelkengewächse Anthocyane, aber nicht die für die Nelkenartigen typischen Betalaine.
Die vorhandenen Saponine und Sapogenine sind Grundlage der medizinischen Verwendung einiger Arten. In der Pflanze spielen Glykoside der Saponine dagegen meistens die Rolle eines Schutzes vor eindringenden Pilzen.
Charakteristisch für die Familie Caryophyllaceae sind auch Mono- und Di-C-Glycosylflavone und davon abgeleitete O-Glykoside. Die Silenoideae speichern in ihren unterirdischen Organen oft kurzkettige Galactane (Lactosin) anstatt Stärke. Alkaloide sind selten.
In dieser Familie fehlen cyanogene Verbindungen, Iridoide und Ellagsäure.

### Weitere Merkmale
Die meisten Arten betreiben C3-Photosynthese, wenige Arten betreiben Photosynthese des C4-Typs (z. B. Polycarpaea).
Von den für die Systematik der Ordnung der Nelkenartigen (Caryophyllales) wichtigen Siebröhren-Plastiden besitzen die Nelkengewächse als einzige Familie Plastiden des Typs P III, der sich durch polygonale Proteinkristalloiden auszeichnet.
Die Chromosomengrundzahl beträgt x = meist 7 bis 15 (5 bis 19).

## Blütenökologie

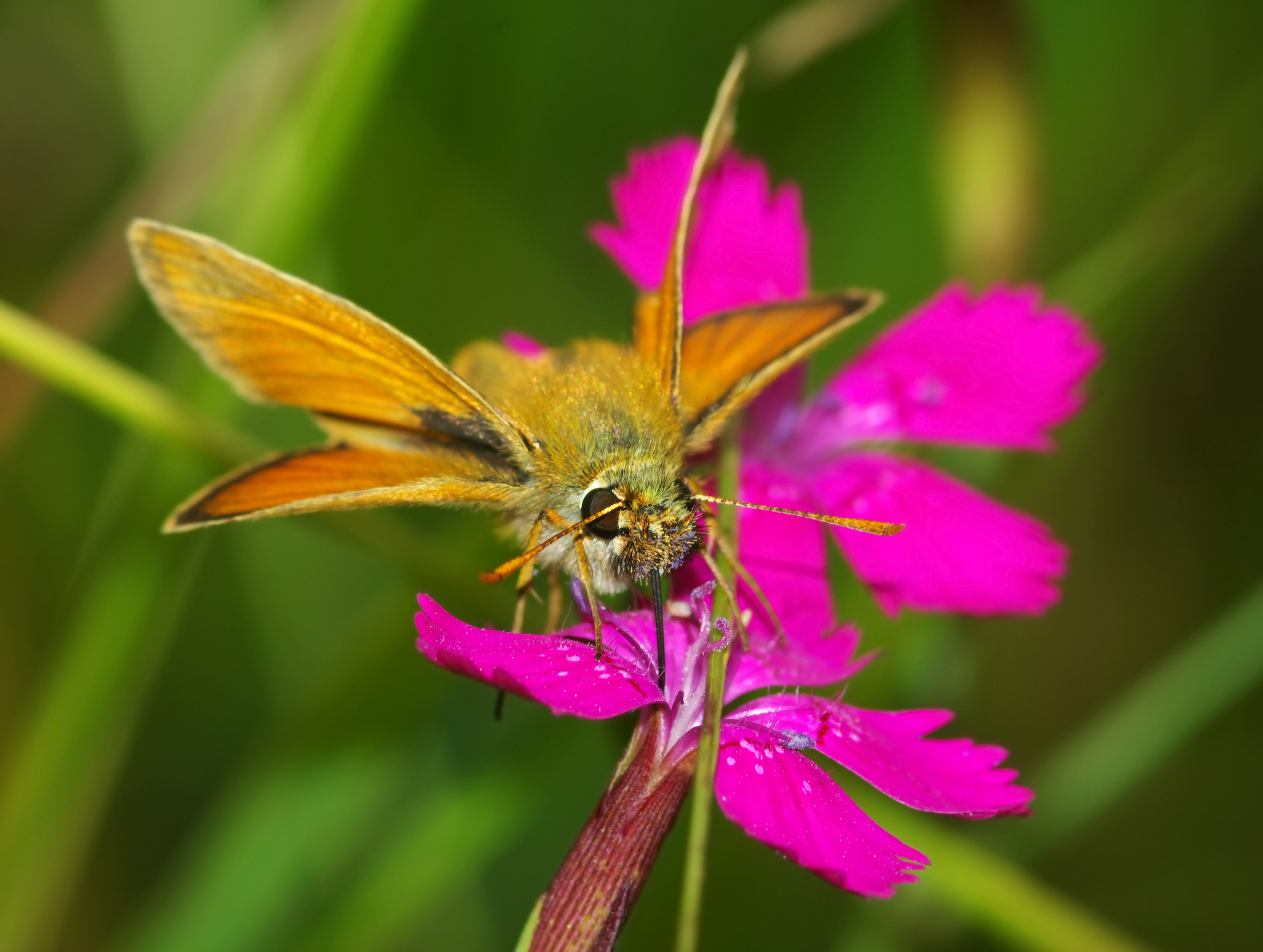
Der Bestäuber Braunkolbiger Braun-Dickkopffalter (Thymelicus sylvestris) auf einer Blüte der Heide-Nelke (Dianthus deltoides)

Die Bestäubung erfolgt in der Regel durch Insekten (Entomogamie). Es kommen aber auch Autogamie und Kleistogamie vor.
Viele großblütige Arten der Unterfamilie Caryophyllidae werden von Schmetterlingen bestäubt und stellen sogenannte Stieltellerblumen dar. Etliche von diesen Arten werden von Nachtfaltern bestäubt, beispielsweise das Taubenkropf-Leimkraut. Sie besitzen meistens blasse Blüten, die sich erst nachmittags öffnen, duften und reichlich Nektar produzieren. Viele Leimkräuter und verwandte Arten werden unter anderem durch Arten der Nachtfalter-Gattungen Hadena (Familie Eulenfalter) und Perizoma (Familie Spanner) bestäubt, die jedoch auch ihre Eier in die Samenanlagen legen. Die Wechselbeziehungen ähneln denen zwischen Feige und Feigenwespe, sind jedoch nicht eindeutig symbiotisch. Je nach Angebot anderer Bestäuber und anderer Faktoren variieren die Beziehungen von Parasitismus bis zu Symbiose.

## Vorkommen
Die Nelkengewächse sind weltweit verbreitet, sie fehlen nur im Amazonas- und Kongobecken und Westaustralien. Ihr Verbreitungsschwerpunkt liegt in den nördlichen gemäßigten Breiten, besonders im Mittelmeer-Gebiet, West-Asien und Himalaya. In Afrika südlich der Sahara, in Amerika und Ozeanien gibt es nur relativ wenig Arten.
Zumindest in Mitteleuropa gibt es relativ wenige Waldpflanzen. Die meisten Arten wachsen in eher offener Vegetation: Trockenrasen, Schutthalden, Ruderal- und Segetalstandorten.
Einige Gattungen, beispielsweise Cerastium und Arenaria, sind weitverbreitete „Unkräuter“.

## Systematik

### Taxonomie
Die Familie Caryophyllaceae wurde 1789 mit der Bezeichnung „Caryophylleae“ durch Antoine Laurent de Jussieu in Genera Plantarum, S. 299 aufgestellt. Typusgattung ist Caryophyllus Mill. (veröffentlicht am 28. Januar 1754; ein Synonym von Dianthus L.), aber dieser Name ist nach den Nomenklaturregeln des ICBN nicht gültig, da Caryophyllus L. (veröffentlicht am 1. Mai 1753; ein Synonym von Syzygium P.Browne ex Gaertn.) als Gattung der Myrtaceae früher veröffentlicht wurde.
Synonyme für Caryophyllaceae Juss. nom. cons. sind: Alsinaceae Bartl. nom. cons., Dianthaceae Vest, Herniariaceae Martinov, Illecebraceae R.Br. nom. cons., Paronychiaceae Juss., Scleranthaceae Bercht. & J.Presl, Silenaceae Bartl., Spergulaceae Bartl., Stellariaceae Bercht. & J.Presl, Telephiaceae Martinov.

### Äußere Systematik
Die Zugehörigkeit der Familie zur Ordnung der Nelkenartigen (Caryophyllales) ist unstrittig, auch wenn ihre Vertreter keine Betalaine enthalten. Innerhalb der Nelkenartigen ist die nächstverwandte Familie die der Molluginaceae, mit denen sie das Fehlen der Betalaine und das Vorhandensein von Anthocyanen teilen.

### Botanische Geschichte
Traditionell wurden die Gattungen nach morphologischen Gesichtspunkten in drei Unterfamilien eingeteilt: Die Paronychioideae Meisn. zeichnen sich durch Nebenblätter aus, die Alsinoideae Fenz besitzen freie Kelchblätter, während die der Silenoideae verwachsen sind. Zumindest die ersten beiden dürften keine monophyletischen Gruppen sein. Eine konsistente moderne Systematik nach phylogenetischen Gesichtspunkten gibt es bis 2006 nicht.
Da alle diese drei Unterfamilien nicht monophyletisch sind konnte diese Einteilung nach morphologischen Gesichtspunkten nicht aufrecht erhalten werden. Statt dessen wird die Familie Caryophyllaceae in zwölf Tribus gegliedert.

### Tribus mit ihren Gattungen und deren Verbreitung
Die Familie Nelkengewächse (Caryophyllaceae) umfasst 83 bis 89 Gattungen mit 2200 bis 3000 bekannten Arten. Die größten Gattungen sind dabei Silene (600 bis 700 Arten), Dianthus (320 bis 600 Arten), Stellaria (175 Arten), Arenaria (210 bis mehr als 300 Arten) und Gypsophila (etwa 150 Arten).

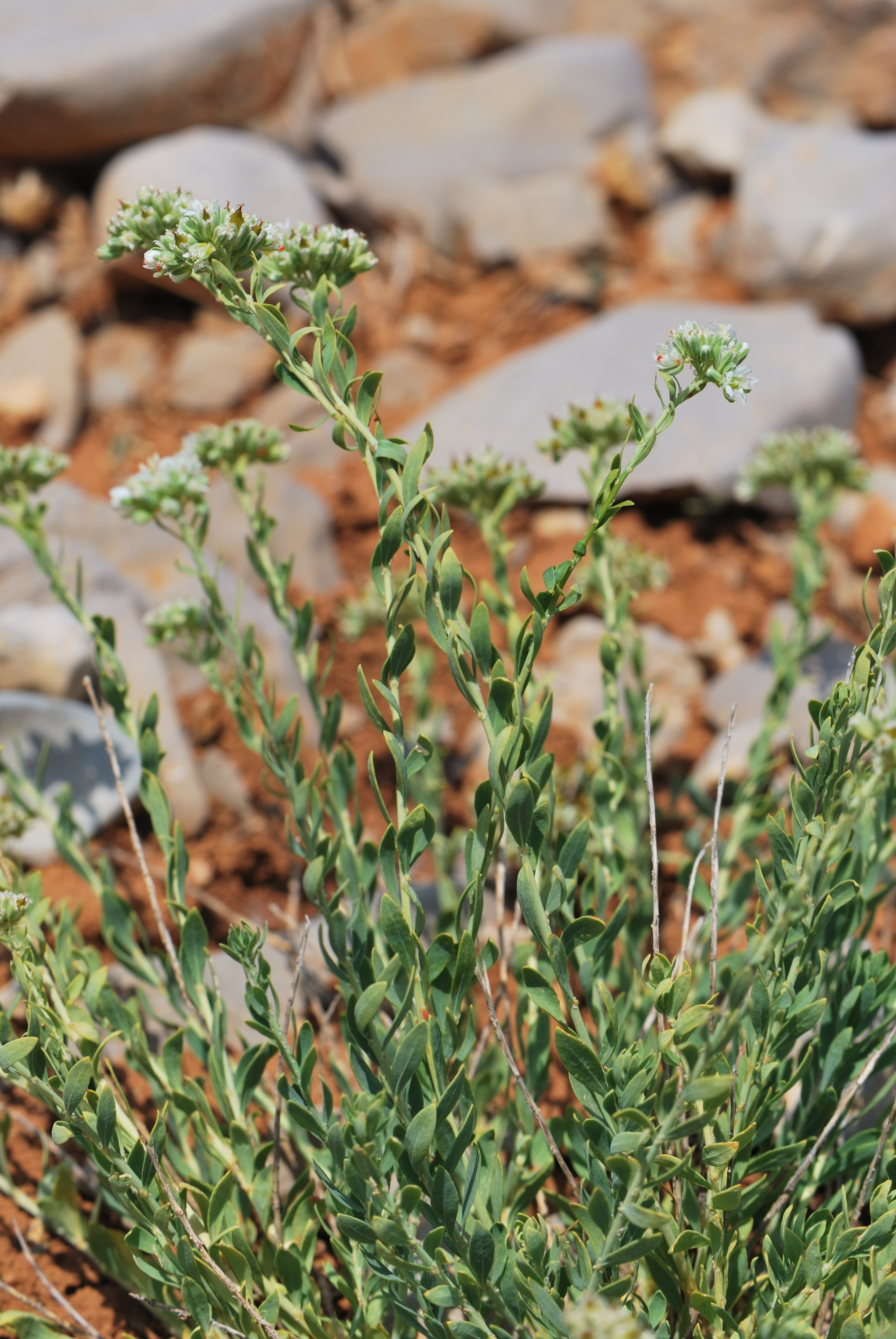
Tribus Corrigioleae: Habitus, Laubblätter und Blütenstände von Telephium imperati

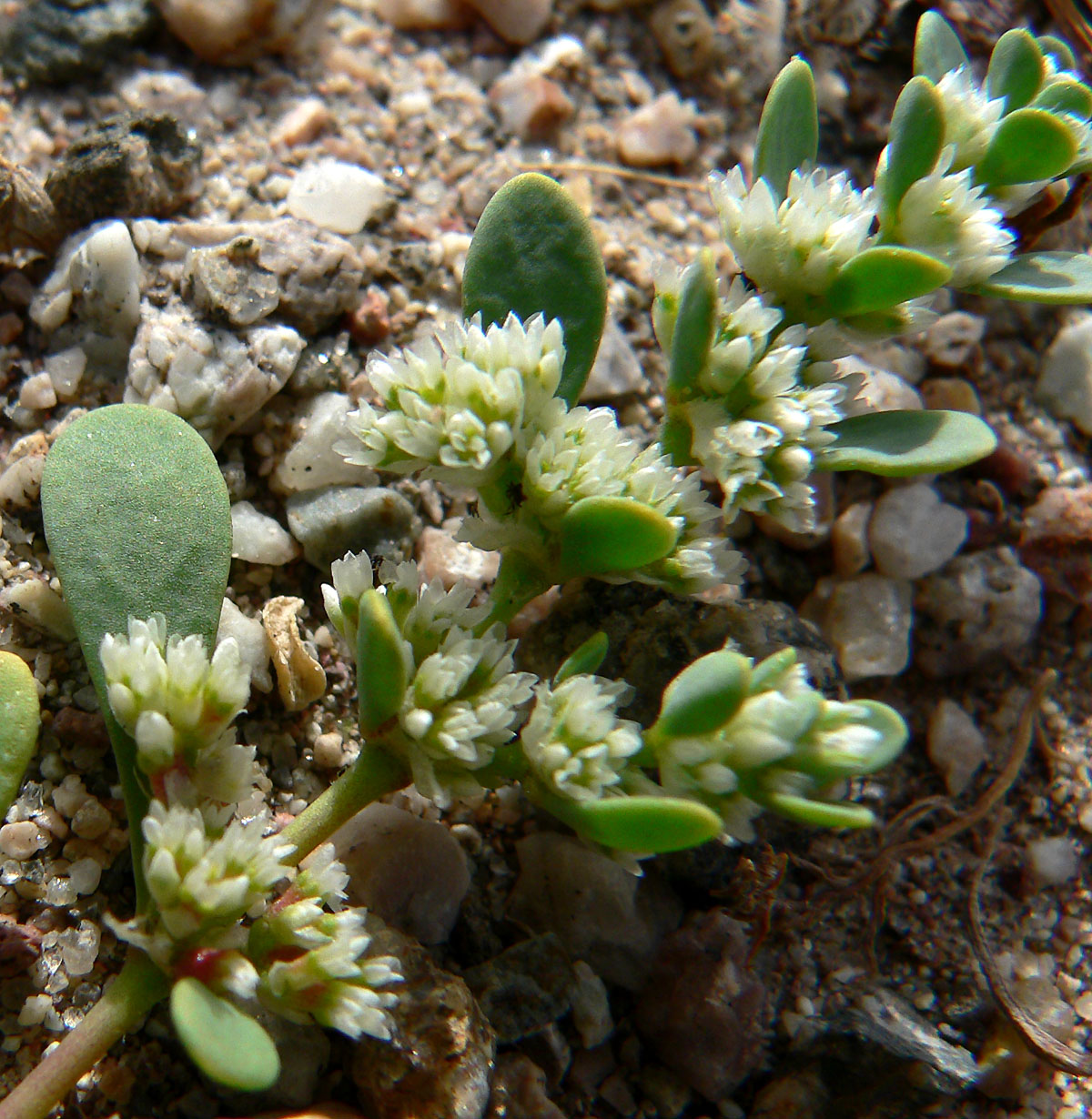
Tribus Paronychieae: Habitus, Laubblätter und Blüten von Achyronychia cooperi

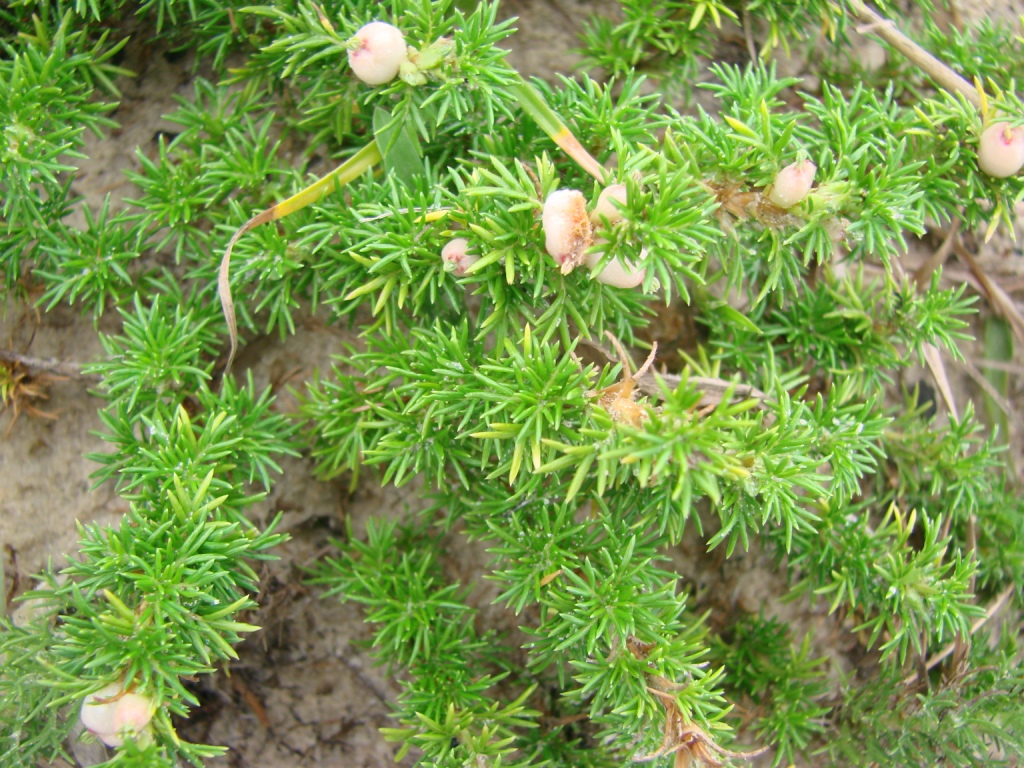
Tribus Paronychieae: Cardionema ramosissimum

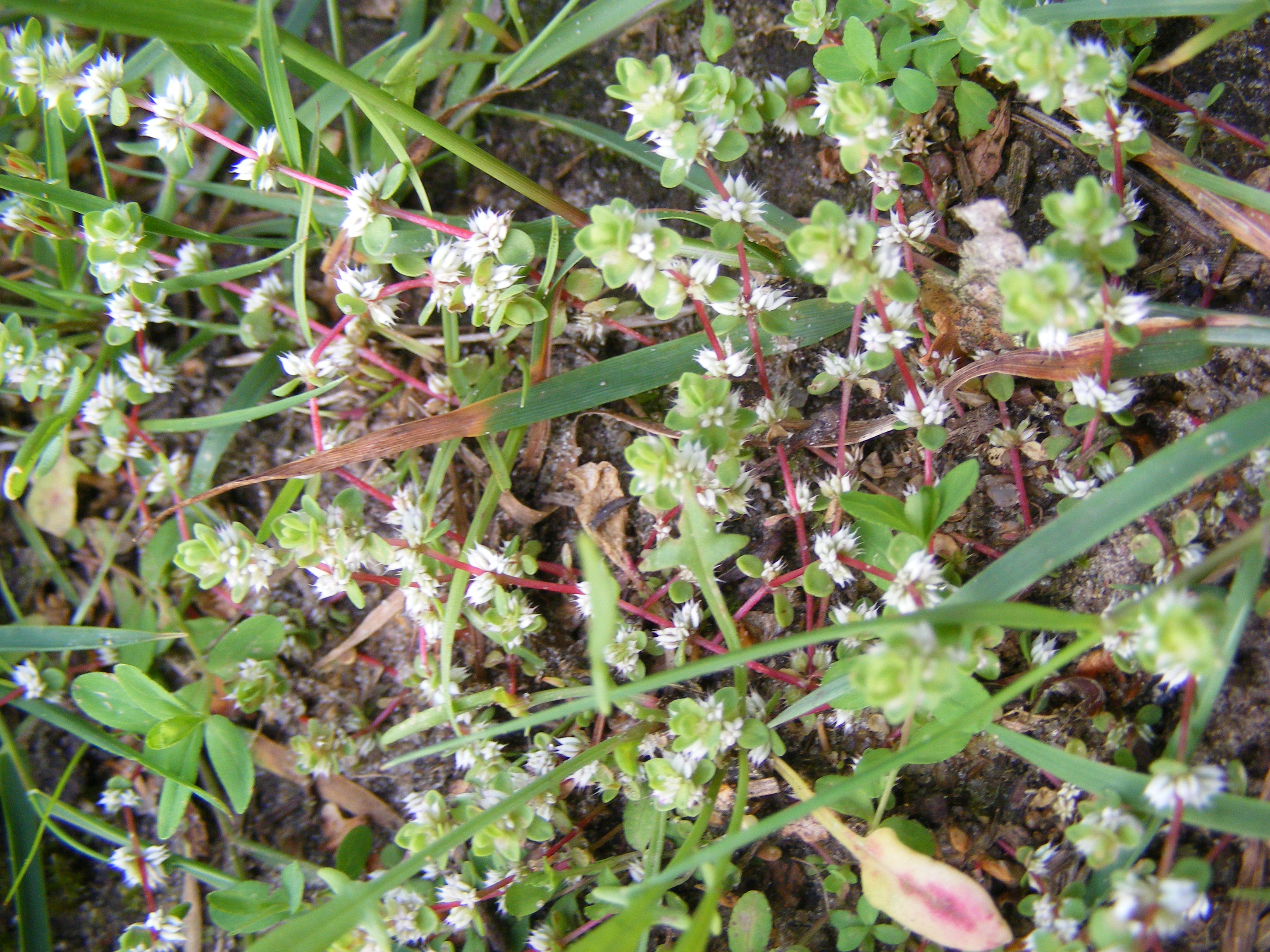
Tribus Paronychieae: Knorpelkraut (Illecebrum verticillatum)

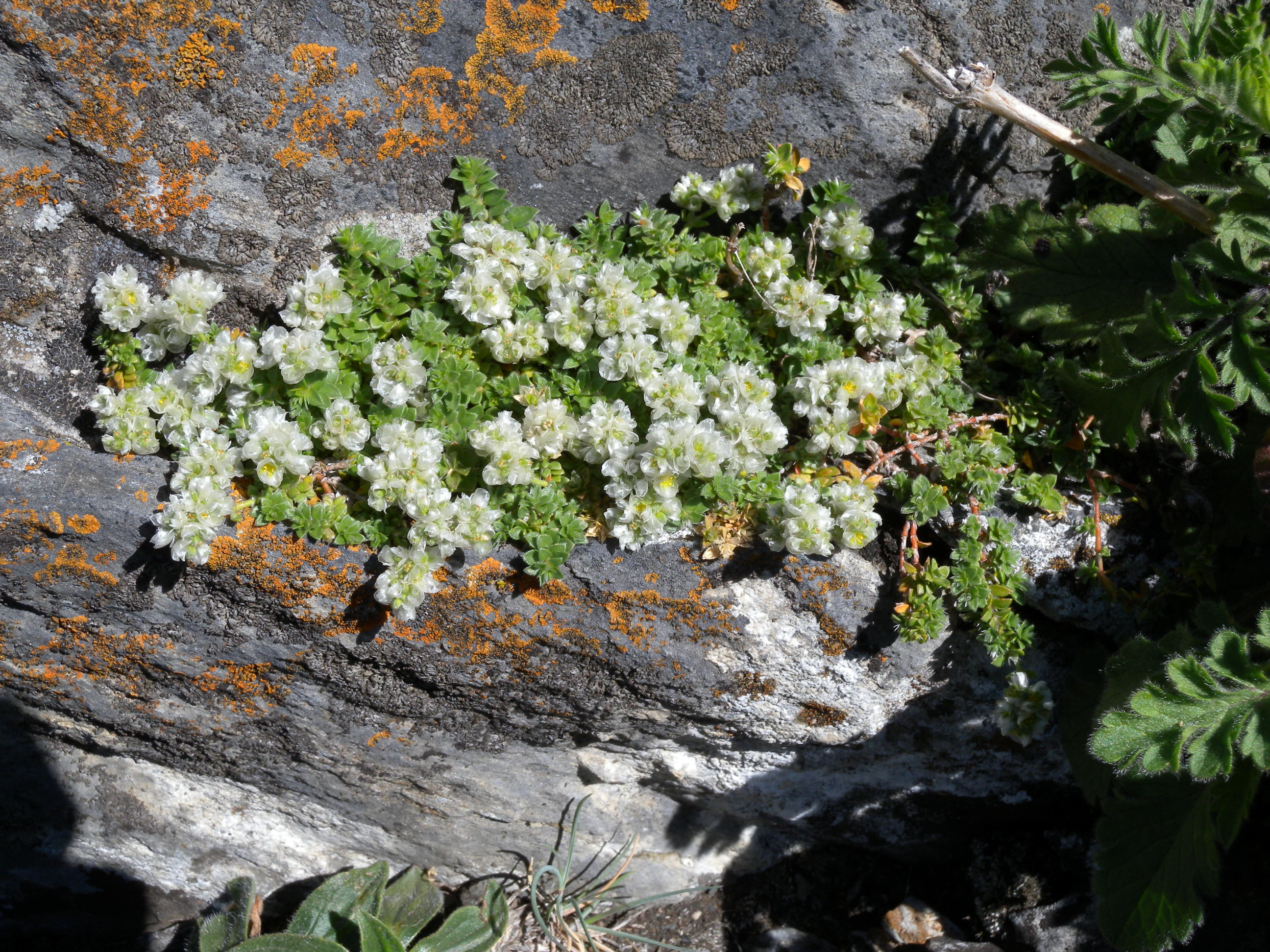
Tribus Paronychieae: Paronychia kapela

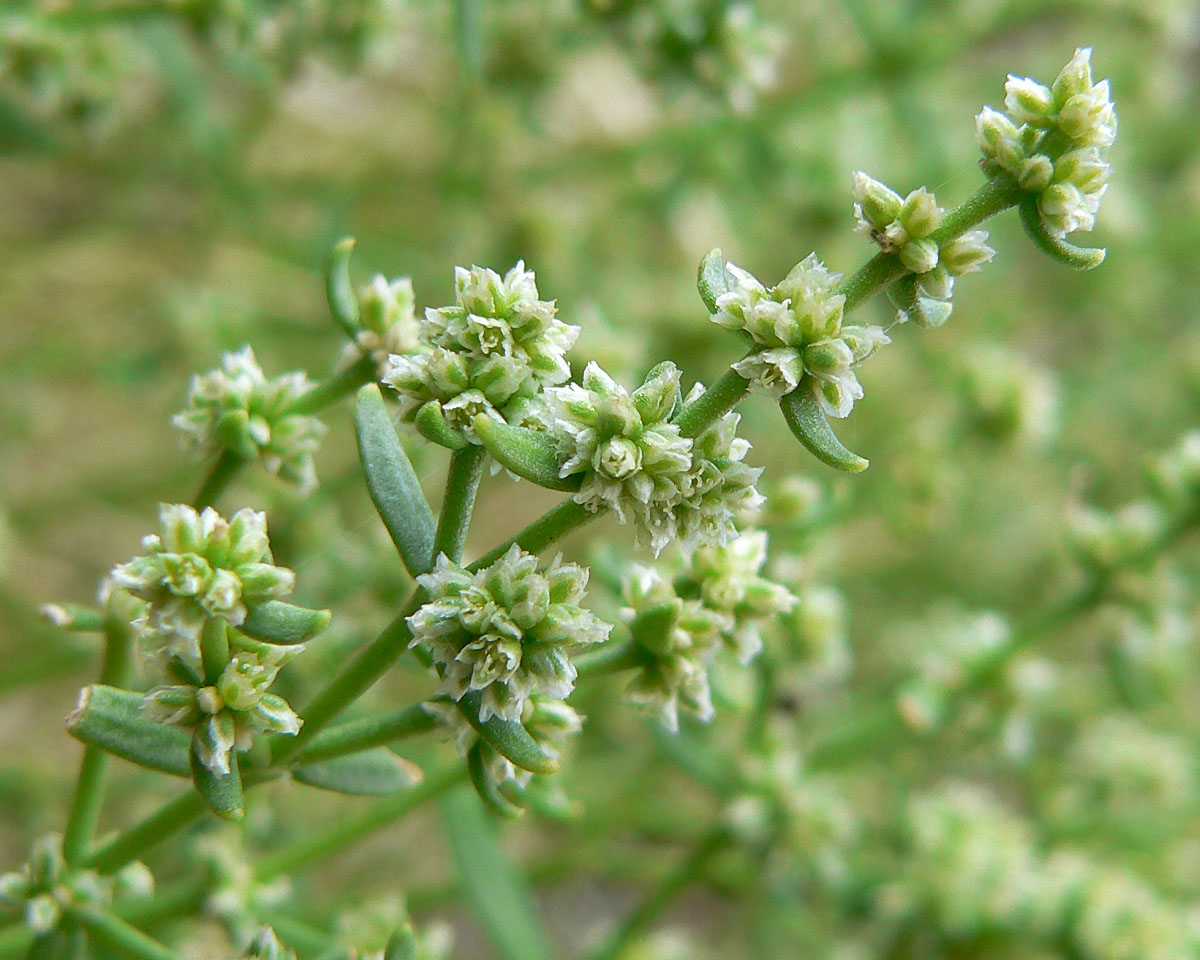
Tribus Paronychieae: Scopulophila rixfordii

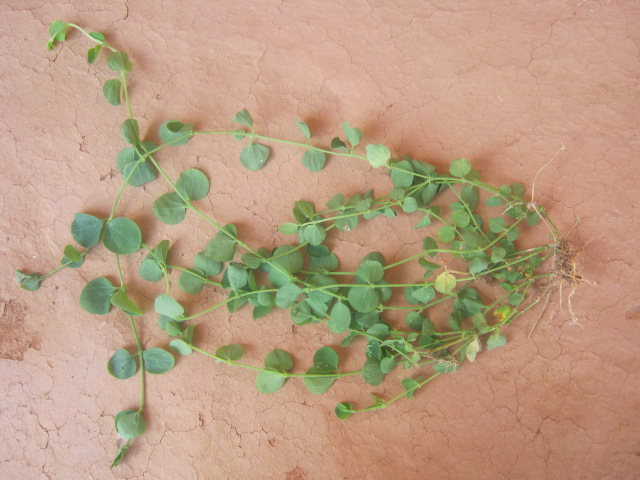
Tribus Polycarpaeae: Habitus und Laubblätter von Drymaria cordata

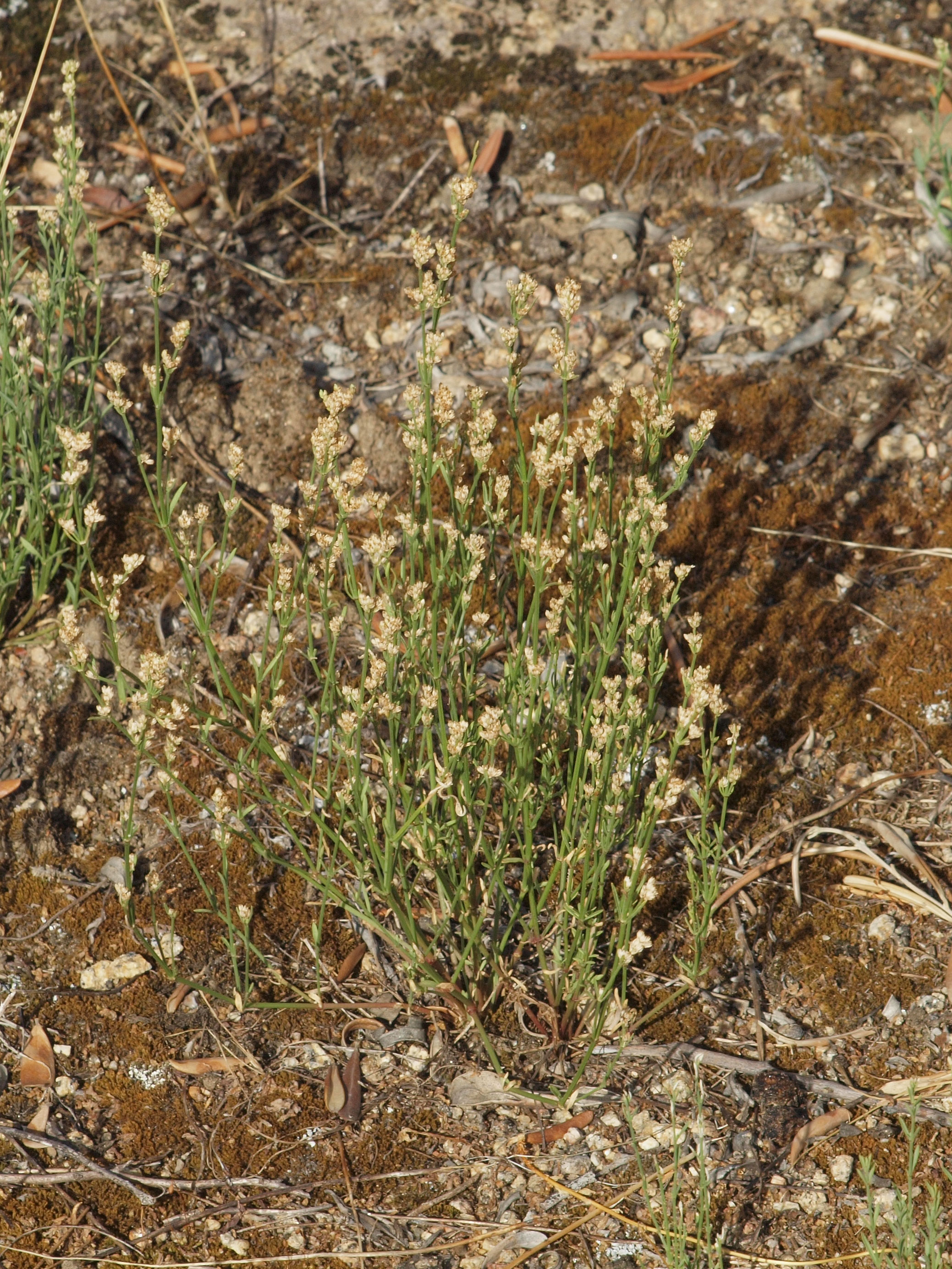
Tribus Polycarpaeae: Habitus von Ortegia hispanica

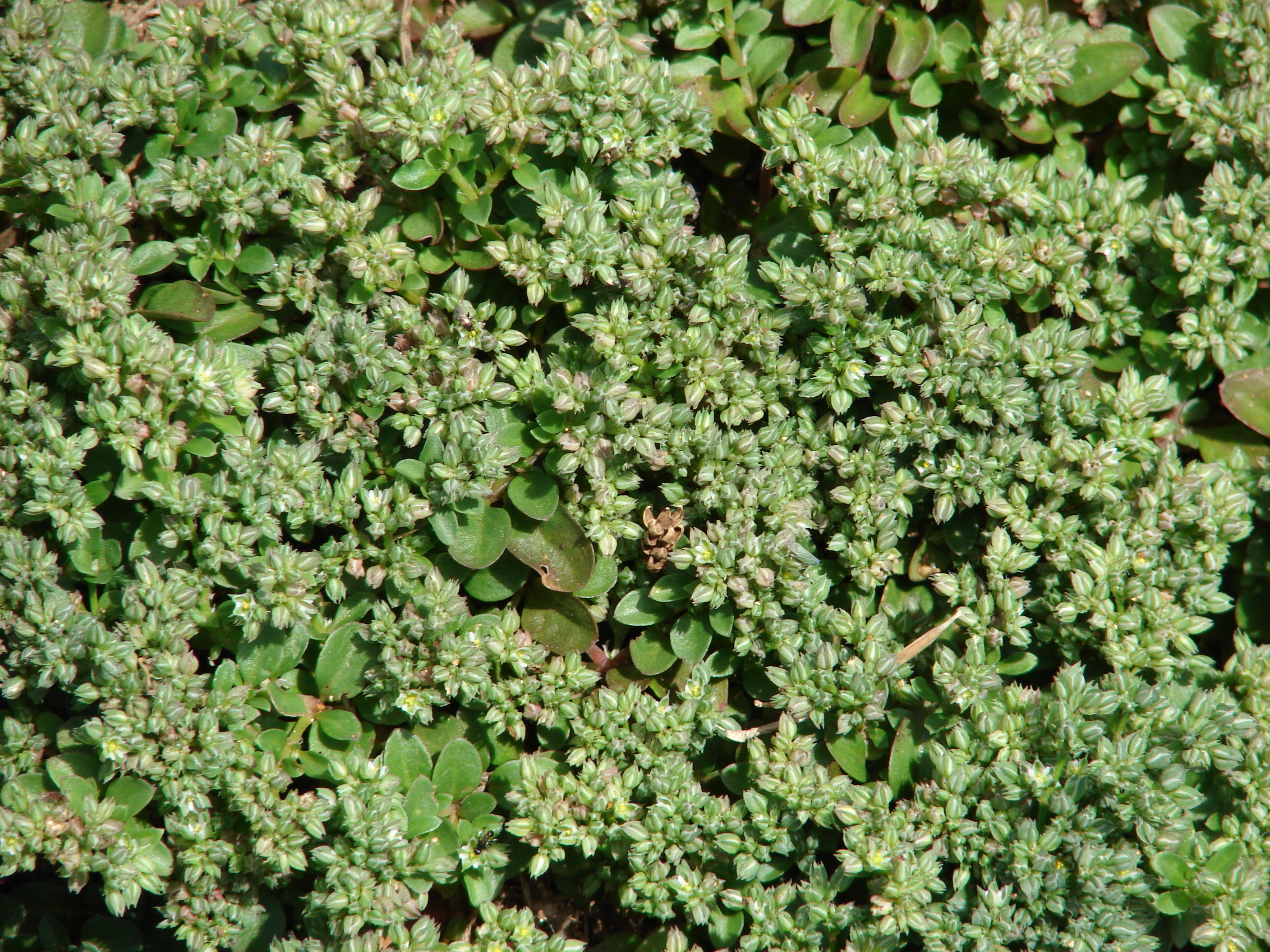
Tribus Polycarpaeae: Habitus, Laubblätter und Blüten von Polycarpon tetraphyllum

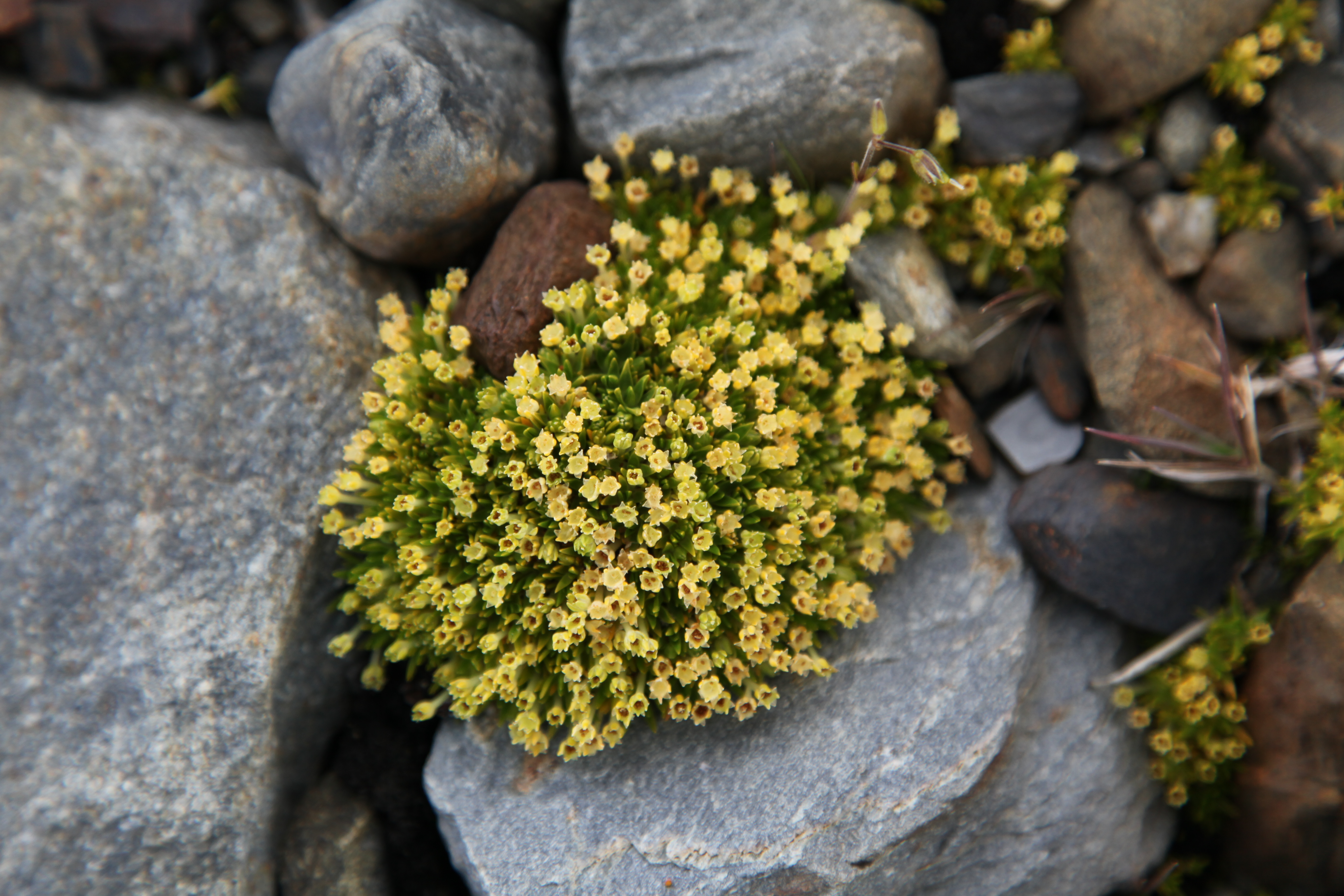
Tribus Alsineae: Antarktische Perlwurz (Colobanthus quitensis) in der Antarktis

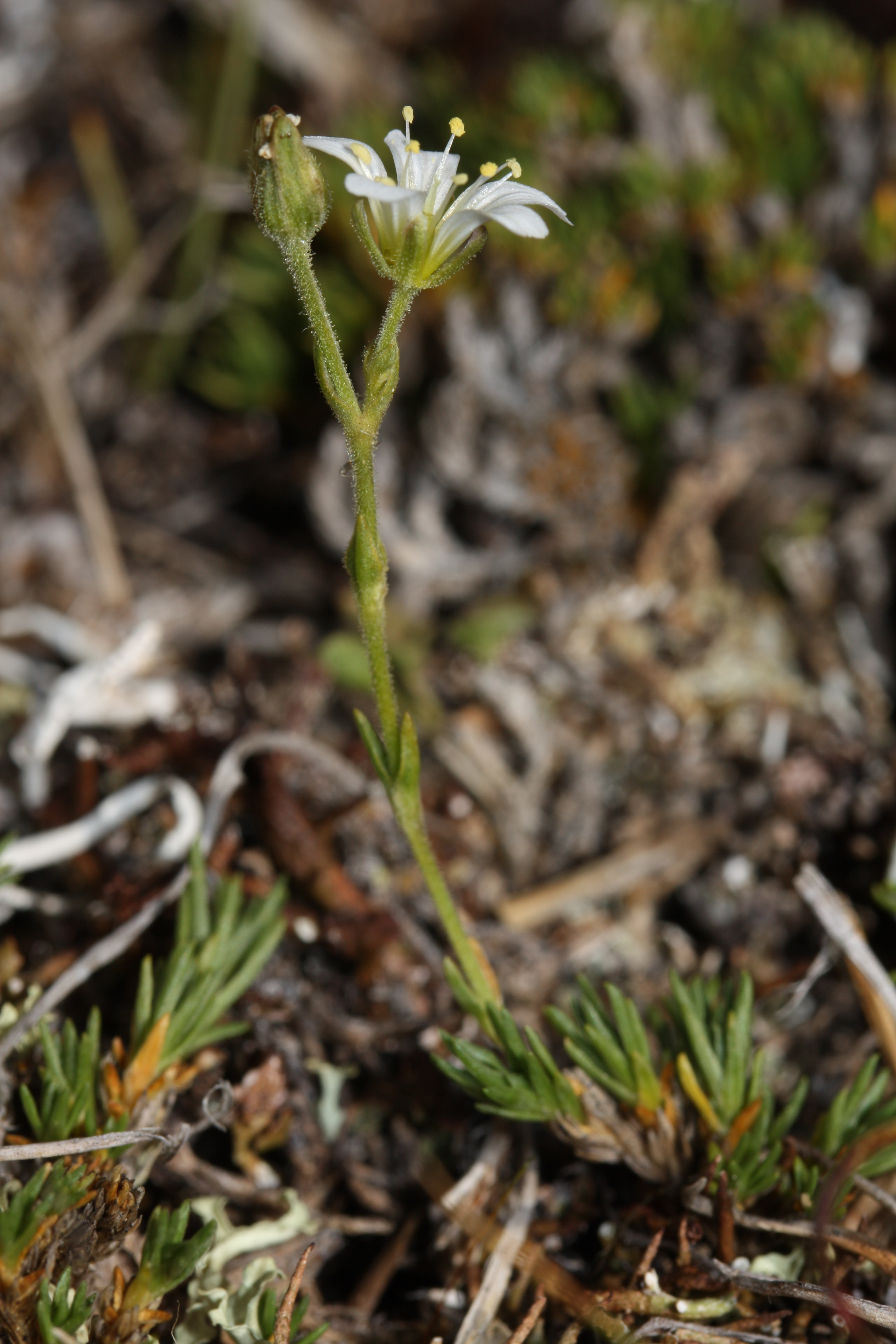
Tribus Alsineae: Habitus, Laubblätter, Blütenstand und Blüte von Eremogone capillaris

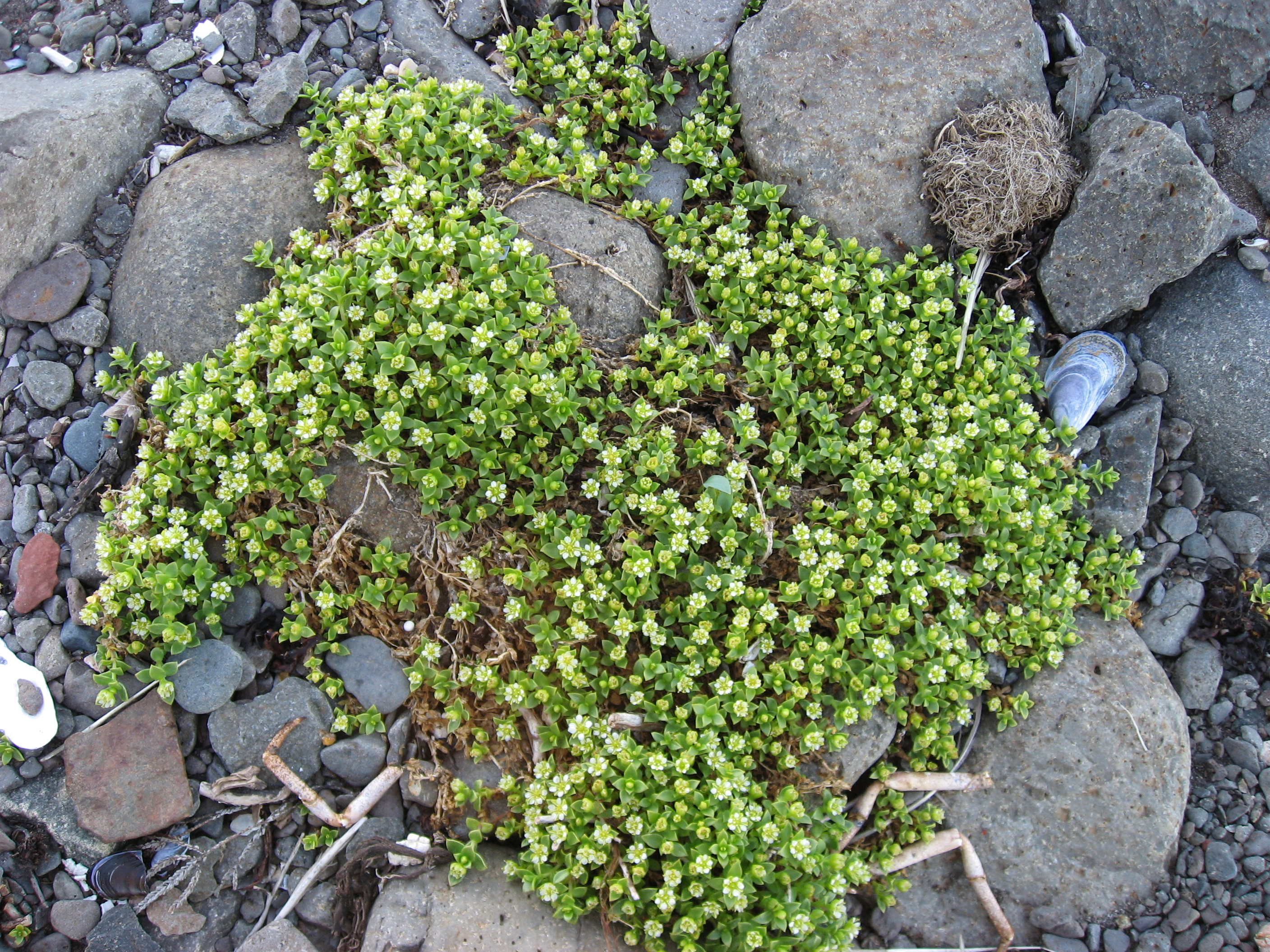
Tribus Alsineae: Salzmiere (Honckenya peploides)

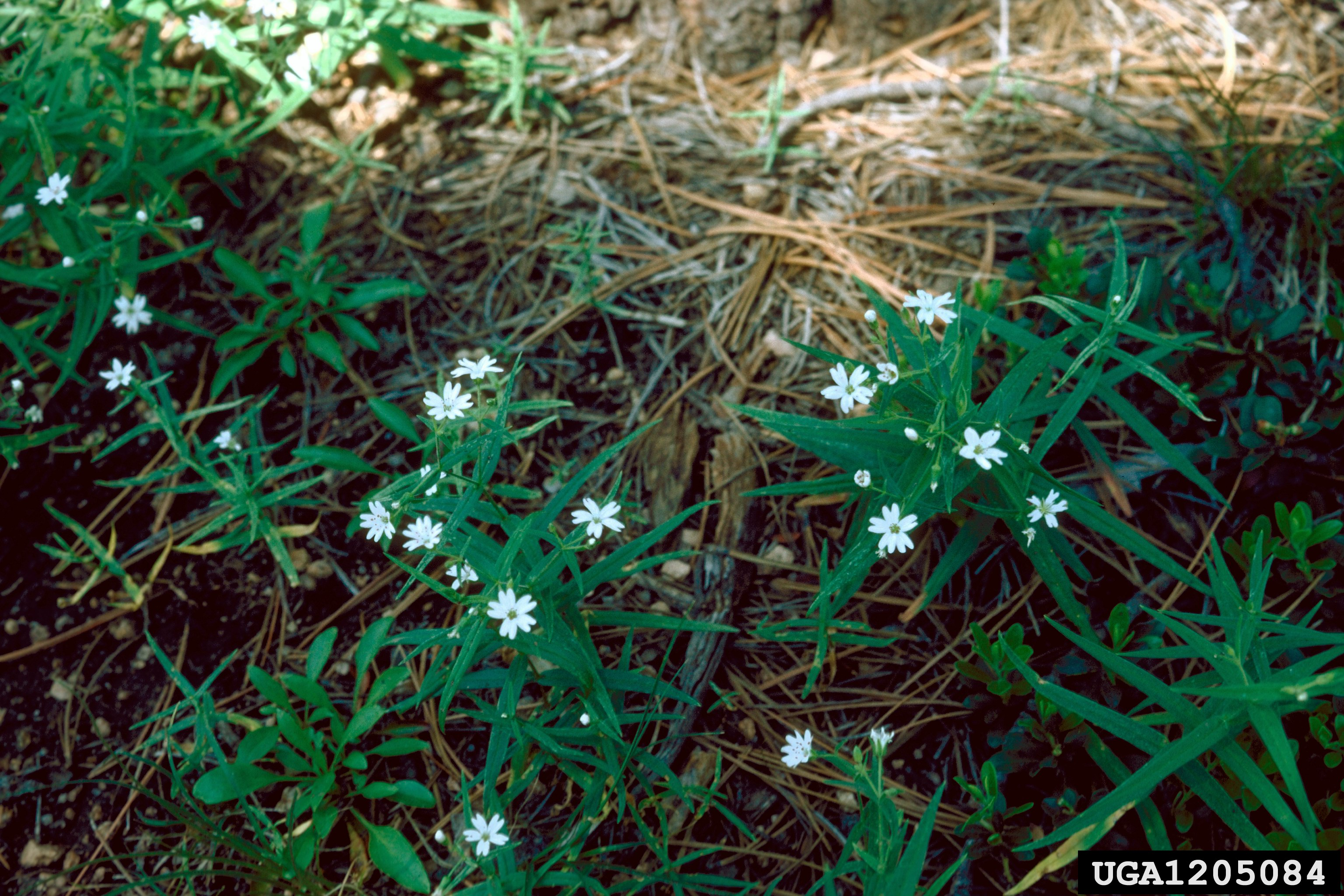
Tribus Alsineae: Habitus, Laubblätter und Blüten von Pseudostellaria jamesiana

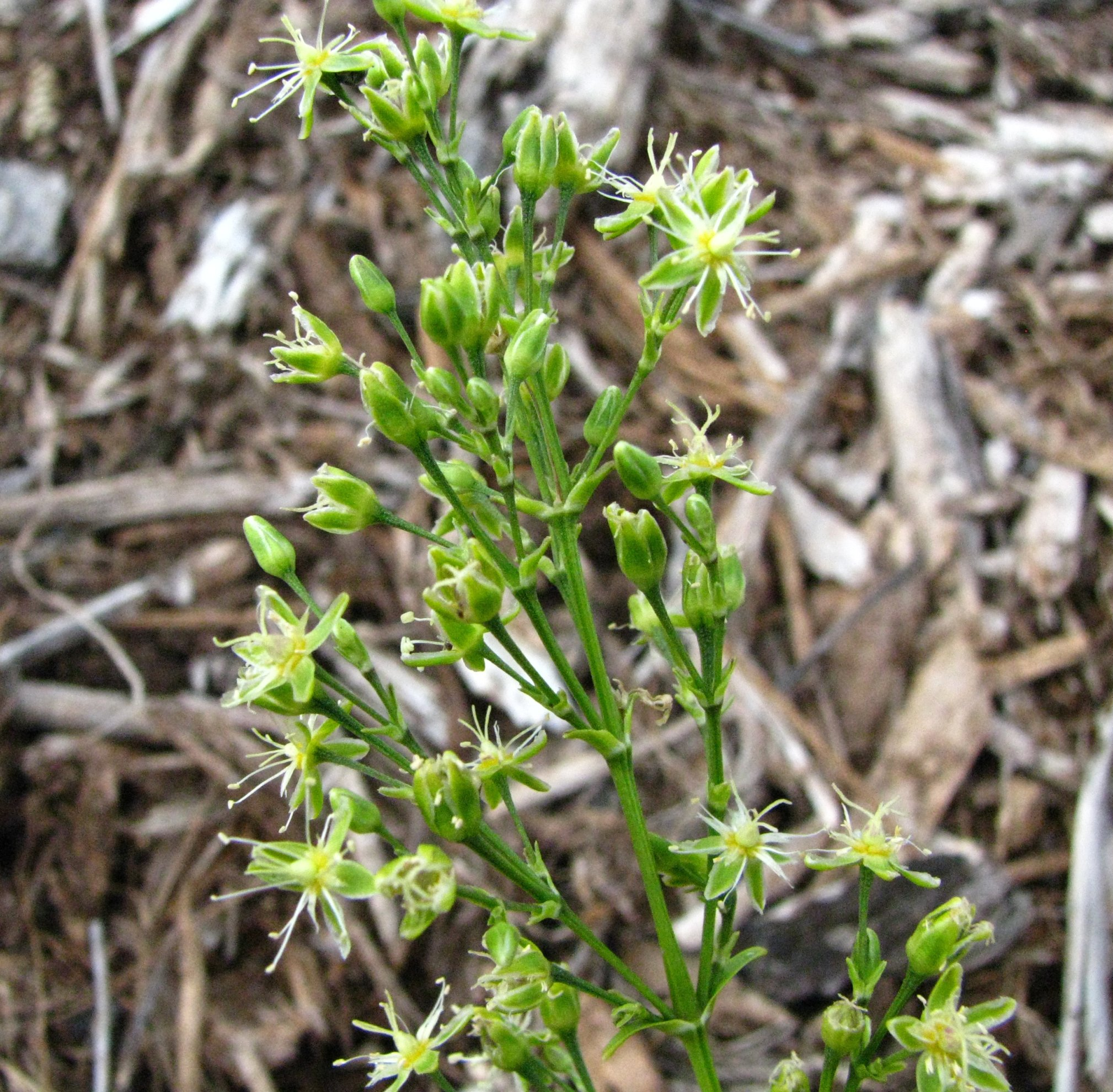
Tribus Alsineae: Ausschnitt eines Blütenstandes von Schiedea adamantis

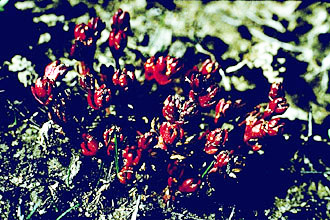
Tribus Geocarpeae: Geocarpon minimum

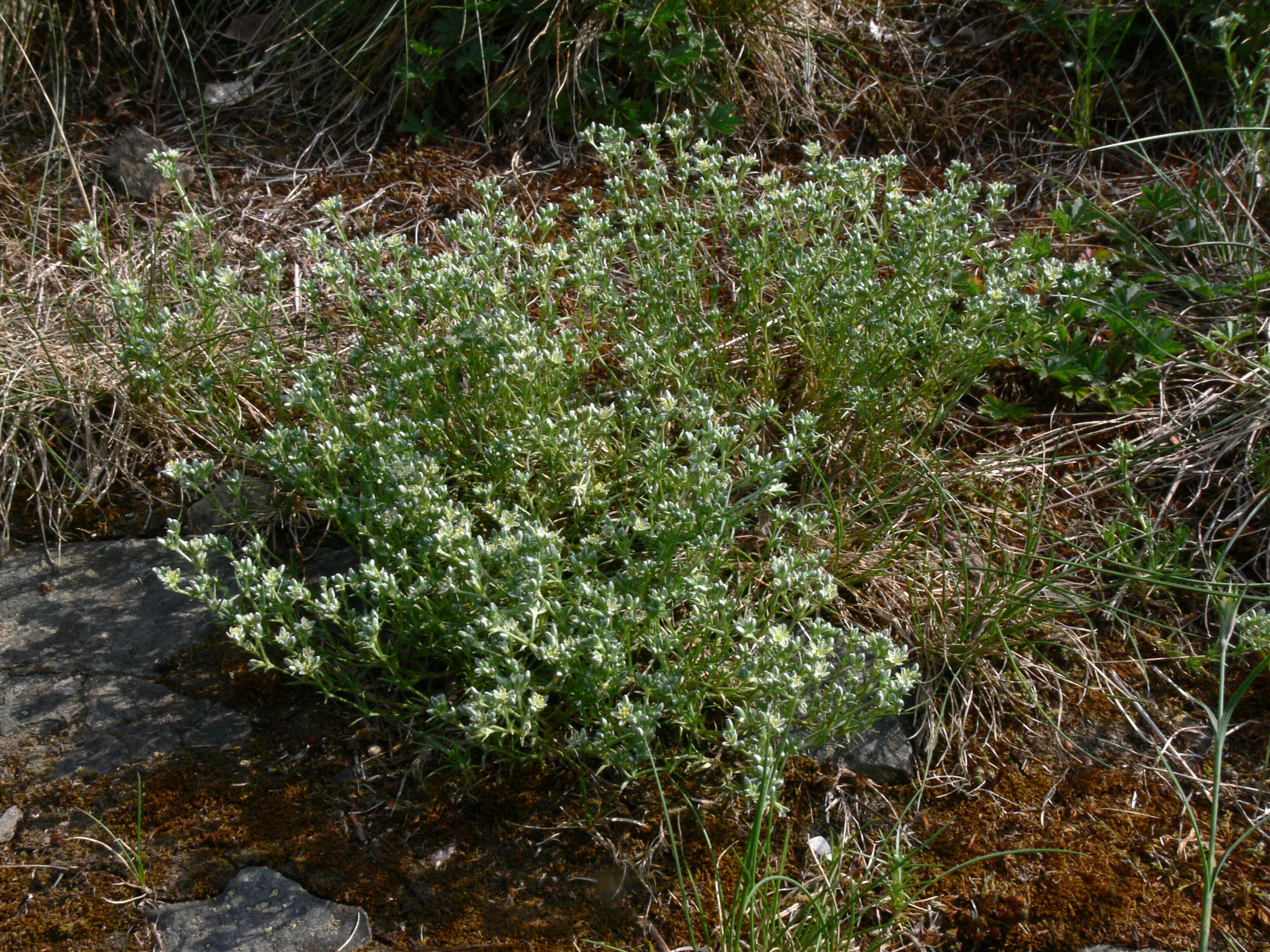
Tribus Sclerantheae: Habitus von Scleranthus perennis

- Tribus mit ihren Gattungen und deren Verbreitung:[9][14][13][15][16][17]
  - Tribus Alsineae Lamarck & de Candolle: Sie enthält etwa 20 Gattungen mit etwa 500 Arten:[18][19][20]
    - Brachystemma D.Don:[18] Sie enthält nur eine Art:
      - Brachystemma calycinum D.Don: Sie kommt im nordöstlichen Indien, in Bhutan, Nepal, Sikkim, China, Kambodscha, Laos, Thailand und Vietnam vor.[14]

    - Hornkräuter (Cerastium L.,[18][20] Syn.: Provancheria B.Boivin) Die etwa 100 Arten sind fast weltweit verbreitet. Am häufigsten kommen sie in gemäßigten bis kühlen Gebieten der Nordhalbkugel vor (27 Arten in Nordamerika).[14][13]
    - Dichodon (Bartl. ex Rchb.) Rchb.:[19] Die etwa sieben Arten sind auf der Nordhalbkugel verbreitet.
    - Eremogone Fenzl (manchmal in Arenaria L.): Die etwa 89 Arten sind in den gemäßigten Gebieten der Nordhalbkugel verbreitet. Besonders viele Arten kommen im westlichen Nordamerika (14 Arten), in eurasischen Gebirgen und in Kleinasien vor.[13]
    - Hartmaniella M.L.Zhang & Rabeler:[19] Sie wurde 2017 aufgestellt und enthält nur zwei Arten in den westlichen USA.
    - Hesperostellaria Gang Yao, B.Xue & Z.Q.Song: Sie wurde 2023 aufgestellt und enthält nur eine Art:[18]
      - Hesperostellaria americana (Porter ex B.L.Rob.) Gang Yao, B.Xue & Z.Q.Song (Syn.: Stellaria dichotoma var. americana Porter ex B.L.Rob., Alsine americana (Porter ex B.L.Rob.) Rydb., Stellaria americana (Porter ex B.L.Rob.) Standl., Arenaria stephaniana var. americana (Porter ex B.L.Rob.) Shinners, Schizotechium americanum (Porter ex B.L.Rob.) Arabi, Rabeler & Zarre): Sie kommt in den westlichen US-Bundesstaaten Alberta sowie Montana vor.

    - Spurre (Holosteum L.):[18] Die nur vier Arten sind in Europa und im Mittelmeerraum bis Äthiopien und Zentralasien verbreitet;[14] eine Art ist beispielsweise in Argentinien, in Westeuropa, Südafrika sowie Nordamerika ein Neophyt:[13]
      - Dolden-Spurre (Holosteum umbellatum L.)

    - Lepyrodiclis Fenzl:[18] Die nur drei bis vier Arten sind in Zentral- sowie Südwestasien verbreitet, zwei davon kommen in China vor.[14] Eine Art ist beispielsweise in Deutschland, Japan und den USA eine invasive Pflanze.[13]
    - Mesostemma Vved.:[19] Die etwa elf Arten sind von der östlichen Türkei über Zentralasien bis zum Himalaja und Russlands Fernem Osten verbreitet.
    - Mieren (Minuartia Loefl.,[18] manchmal in Arenaria L., Syn.: Alsinanthe (Fenzl) Rchb., Alsine Gaertn., Alsinopsis Small, Greniera J.Gay, Hymenella Moc. & Sessé, Lidia Á.Löve & D.Löve, Minuopsis W.A.Weber, Porsildia Á.Löve & D.Löve, Queria Loefl., Rhodalsine J.Gay, Selleola Urb., Tryphane Rchb., Wierzbickia Rchb.): Die 120 bis 175 Arten sind von den arktischen bis gemäßigten Gebieten der Nordhalbkugel bis Nordafrika und Kleinasien bis zum Himalaja verbreitet. Eine Art ist in Chile heimisch und es gibt auch Arten in Mexiko.[14] In Nordamerika gibt es 33 Arten.[13]
    - Weißmieren (Moenchia Ehrh.):[18] Die etwa drei Arten sind im europäischen Mittelmeerraum verbreitet. Eine Art ist beispielsweise in Nordamerika, Südafrika und in Australien ein Neophyt.[13] Hierher gehört:
      - Aufrechte Weißmiere (Moenchia erecta (L.) G.Gaertn., B.Mey. & Scherb.)

    - Nubelaria M.T.Sharples & E.A.Tripp:[19] Sie wurde 2019 aufgestellt und die etwa elf Arten kommen von China bis zum gemäßigten Ostasien vor.
    - Odontostemma Benth. ex G.Don:[19] Die etwa 61 Arten sind vom Himalaja über China bis Indochina verbreitet.
    - Plettkea Mattf.:[18] Die etwa vier Arten kommen in den Anden vor und steigen in Peru bis in Höhenlagen von 4000 bis 5000 Metern.
    - Knollenmieren (Pseudostellaria Pax,[18] Syn.: Krascheninikovia Turcz. ex Fenzl): Von den etwa 21 Arten kommen fast alle im östlichen sowie nördlichen Asien (neun Arten in China und sieben Arten in Korea) vor, nur drei Arten sind in den westlichen USA und eine Art ist in Südosteuropa beheimatet.[14][13][21] Darunter:
      - Europäische Knollenmiere (Pseudostellaria europaea Schaeftl.): Es gibt Fundortangaben aus Italien, Slowenien, Kroatien, Österreich und dem Schweizer Kanton Tessin.[16]

    - Pycnophyllopsis Skottsb.:[18] Die nur zwei Arten kommen in den Anden vor.
    - Rabelera M.T.Sharples & E.A.Tripp:[19] Sie wurde 2019 aufgestellt und die etwa zwei Arten sind von Europa bis zum westlichen Sibirien und über Zentralasien bis Afghanistan und im nordwestlichen Afrika weitverbreitet.
    - Schizotechium (Fenzl) Rchb.:[19] Die etwa vier sind von Afghanistan über das südliche zentrale China and Indochina verbreitet.
    - Shivparvatia Pusalkar & D.K.Singh:[19] Sie wurde 2015 aufgestellt und etwa zehn Arten sind vom Himalaja bis China verbreitet.
    - Reicheella Pax:[18] Sie enthält nur eine Art:
      - Reicheella andicola (Philippi) Pax: Sie kommt in Chile vor.[22]

    - Reniostellaria Gang Yao, B.Xue & Z.Q.Song: Sie wurde 2023 aufgestellt und enthält nur eine Art:[18]
      - Reniostellaria bistylata (W.Z.Di & Y.Ren) Gang Yao, B.Xue & Z.Q.Song (Syn.: Stellaria bistylata W.Z.Di & Y.Ren): Dieser Endemit kommt nur in Tälern der Helan Berge an der Grenze zwischen Ningxia und der Inneren Mongoliei vor.[18]

    - Sternmieren (Stellaria L.,[18] Syn.: Alsine L., Fimbripetalum (Turcz.) Ikonn., Mesostemma Vved.): Die 120 bis 190 Arten sind weltweit verbreitet, hauptsächlich in den gemäßigten und kühlen Gebieten der Nordhalbkugel. In China gibt es 64 Arten, 28 davon nur dort.[14] In Nordamerika kommen 29 Arten vor.[13] Eine Art ist im südlichen Afrika beheimatet und zwei weitere sind dort Neophyten.[23]
    - Thylacospermum Fenzl:[18] Sie enthält nur eine Art:
      - Thylacospermum caespitosum (Cambess.) Schischk.: Sie kommt im Himalaja, in Zentralasien und im westlichen China vor.[14]

    - Thurya Boiss. & Balansa:[18] Sie enthält nur eine Art:
      - Thurya capitata Boiss. & Balansa: Sie kommt in Südwestasien vor.

    - Torreyostellaria Gang Yao, B.Xue & Z.Q.Song: Sie wurde 2023 aufgestellt und enthält nur eine Art:[18]
      - Torreyostellaria jamesiana (Torr.) Gang Yao, B.Xue & Z.Q.Song (Syn.: Stellaria jamesiana Torr., Arenaria jamesiana (Torr.) Shinners, Pseudostellaria jamesiana (Torr.) W.A.Weber & R.L.Hartm., Schizotechium jamesianum (Torr.) Arabi, Rabeler & Zarre): Sie kommt im westlichen Nordamerika vor.[18]

  - Tribus Arenarieae Kitt.:[18]
    - Sandkräuter (Arenaria L. s. l.,[18] Syn.: Brewerina A.Gray, Cernohorskya Á.Löve & D.Löve, Gooringia F.N.Williams, Gouffeia Robill. & Castagne ex Lam. & DC., Spergulastrum Michx., Willwebera Á.Löve & D.Löve): Die je nach Autor 210 bis über 300 Arten sind in den gemäßigten bis arktischen Gebieten der Nordhalbkugel weitverbreitet.[14] Sie kommen vom westlichen Nordamerika (neun Arten) über Mexiko sowie Zentralamerika bis in die südamerikanischen Anden vor und gedeihen auch in Eurasien.[13]
    - Nabelmieren (Moehringia L.,[18] manchmal in Arenaria L.): Die etwa 25 Arten sind in den gemäßigten Gebieten der Nordhalbkugel weitverbreitet.[14][13]

  - Tribus Caryophylleae Lam. & DC.: Der Umfang der Gattungen dieser Tribus wird kontrovers diskutiert. Umfangreiche Untersuchen zeigten 2018, dass die meisten Gattungen in ihrem bisherigen Umfang nicht monophyletisch waren. Die Verbreitung ist hauptsächlich holarktisch, mit Zentren der Artenvielfalt im Mittelmeerraum und in der Irano-Turanian-Florenregion, nur wenige Arten reichen bis Afrika. Diese Tribus enthält seit 2018 nur noch etwa 14 Gattungen mit etwa 630 Arten:[24]
    - Acanthophyllum C.A.Mey. (Syn.: Allochrusa Bunge ex Boiss., Timaeosia Klotzsch, Acanthophyllum subg. Allochrusa (Bunge) Schischk., Acanthophyllum sect. Allochrusa (Bunge ex Boiss.) Pirani & Rabeler, Acanthophyllum sect. Ochotonophila (Gilli) Pirani, Kuhitangia Ovcz., Scleranthopsis Rech. f., Kabulianthe (Rech. f.) Ikonn): Die 90 bis 110[24] Arten sind hauptsächlich in Südwest- sowie Zentralasien verbreitet, eine Art kommt in China vor.[14][25][24]
    - Balkana Madhani & Zarre: Sie wurde 2018 aufgestellt und enthält nur eine Art:[24]
      - Balkana spergulifolia (Griseb.) Madhani & Zarre (Syn.: Gypsophila spergulifolia Griseb. non (Jaub. & Spach) Boiss.): Diese Neukombination erfolgte 2018. Sie kommt im inneren sowie westlichen Teil der Balkanhalbinsel in Serbien, Bosnien und Herzegowina sowie Albanien vor.[24]

    - Bolanthus (Ser.) Rchb. (Syn.: Saponaria sect. Bolanthus Ser., Gypsophila sect. Bolanthus (Ser.) Boiss., Phrynella Pax & K.Hoffm., Phryna (Boiss.) Pax & K.Hoffm. non Phryna Bubani): Die seit 2018 nur noch etwa zehn Arten sind im östlichen Mittelmeerraum und von Griechenland und Kleinasien über die Türkei bis Palästina sowie Syrien verbreitet.[24][16]
    - Cyathophylla Bocquet & Strid in Strid: Die seit 2018 zwei Arten kommen in Griechenland, in der Türkei, im Irak, Iran, Aserbaidschan sowie in Turkmenistan vor.[24]
    - Nelken (Dianthus L., Syn.: Velezia L.):[24][26] Die seit 2018 nur noch etwa 300[24] Arten sind in den gemäßigten Gebieten der Nordhalbkugel weitverbreitet, hauptsächlich in Eurasien und Afrika, besonders im Mittelmeerraum.[14][25][24] Einige Arten sind beispielsweise in der Neuen Welt, in Australien und auf Hawaii Neophyten.[13][24][27] 2025 gibt es hauptsächlich auf der Nordhalbkugel der Alten Welt etwa 384 Arten, 150 Unterarten sowie etwa zwölf Varietäten;[26] doch davon kommen 15 Arten sowie neun Unterarten in Südafrika vor.[27]
    - Diaphanoptera Rech. f.: Die etwa sechs Arten gedeihen in Gebirgsregionen bis zu 3800 Metern vom nordöstlichen Iran bis Turkmenistan und Afghanistan.[24]
    - Graecobolanthus Madhani & Rabeler: Sie wurde 2018 aufgestellt. Die etwa acht Arten gedeihen in Gebirgsregionen in Griechenland, besonders auf der Peloponnes.[24]
    - Gipskräuter (Gypsophila L., Syn.: Rokejeka Forssk., Vaccaria Wolf, Hagenia Moench, Dichoglottis Fisch. & C.A.Mey., Ankyropetalum Fenzl, Bolbosaponaria Bondarenko, Pseudosaponaria (F.N.Williams) Ikonn.): Die etwa 150[24] Arten sind hauptsächlich im gemäßigten Gebieten Eurasiens, in Afrika und auf pazifischen Inseln verbreitet; eine Art reicht bis Australien.[24] In Süd- sowie Nordamerika sind vier Arten Neophyten.[14][13][25] Diese Gattung ist in diesem Umfang nicht monophyletisch.[24]
    - Heterochroa Bunge (Syn.: Gypsophila sect. Heterochroa (Bunge) A.Braun): Sie wurde 2018 reaktiviert. Die etwa sechs Arten kommen in Kasachstan, Westsibirien, Altai, Russlands Fernem Osten, auf der Kamtschatka-Halbinsel, in der Mongolei und im nördlichen China vor.[24]
    - Jordania Boiss. & Heldr.: Sie wurde 2024 reaktiviert und enthält Arten, die davor in Bolanthus eingeordnet waren und in Griechenland sowie Kleinasien vorkommen.[28][16]
    - Petroana Madhani & Zarre: Sie wurde 2018 aufgestellt. Von den nur zwei Arten kommt eine nur in den Bergen der Iberischen Halbinsel und die andere in Somalia, im Oman, im nördlichen sowie südlichen Jemen und auf Socotra vor.[24]
    - Felsennelken (Petrorhagia (Ser.) Link, Syn.: Gypsophila sect. Petrorhagia Ser., Tunica Ludw., Dianthus sect. Kohlrauschia (Kunth) Fenzl, Petrorhagia sect. Kohlrauschia (Kunth) Ball & Heywood, Fiedleria Rchb., Tunica sect. Fiedleria (Rchb.) Graebn.): Die seit 2018 etwa 33[24] Arten sind vom Mittelmeerraum über Südwestasien bis Zentralasien verbreitet.[14] Beispielsweise in Nord- sowie Südamerika, Südafrika, Hawaii und Australien sind sie Neophyten.[13][24]
    - Psammophiliella Ikonn. (Syn.: Psammophila Fourr. ex Ikonn. nom. illeg. non Schult., Psammophila Fourr. nom. nud.)[24] Von den etwa vier Arten kommen drei in Zentralasien vor.[24] Eine Art ist in Europa heimisch und in Nordamerika ein Neophyt:[24]
      - Mauer-Gipskraut (Psammophiliella muralis (L.) Ikonn., Syn.: Gypsophila muralis L.)

    - Psammosilene W.C.Wu & C.Y.Wu: Sie enthält nur eine Art:[24]
      - Psammosilene tunicoidesW.C.Wu & C.Y.Wu: Sie gedeiht in Höhenlagen von 900 bis 3800 Metern im südöstlichen Tibet und in den chinesischen Provinzen westliches Guizhou, südwestliches Sichuan sowie Yunnan.[14]

    - Seifenkräuter (Saponaria L., Syn.: Bootia Neck. nom. illeg. non Adans., Saponaria sect. Bootia (Neck.) DC., Saponaria sect. Proteinia Ser. ex DC., Proteinia (Ser. ex DC.) Rchb., Spanizium Griseb., Pleioneura Rech. f.): Die seit 2018 etwa 30[24] Arten sind im gemäßigten Eurasien, hauptsächlich im Mittelmeerraum, verbreitet.[14] Saponaria officinalis ist in vielen Gebieten der Welt ein Neophyt.[13]

  - Tribus Drypideae Fenzl: Sie enthält nur eine Gattung:
    - Drypis L.: Sie enthält nur eine Art in Italien und auf der Balkanhalbinsel:
      - Kronenkraut (Drypis spinosa L.): Es gibt zwei Unterarten, die auch manchmal als eigene Arten gelten:[16]
        - Drypis spinosa subsp. jacquiniana Murb. (Syn.: Drypis jacquiniana (Wettst. & Murb.) Freyn): Sie kommt nur in Italien vor.[16]
        - Drypis spinosa subsp. spinosa: Sie kommt in Italien, im früheren Jugoslawien, Kroatien, Albanien und Griechenland vor.[16]

  - Tribus Corrigioleae Dumortier: Sie enthält nur zwei Gattungen:
    - Corrigiola L. (manchmal in Molluginaceae): Die etwa zehn Arten sind in Südamerika, Eurasien sowie Afrika (vier Arten im südlichen Afrika[23]) beheimatet und in vielen Gebieten der Welt ist eine Art ein Neophyt[13], beispielsweise:
      - Gemeiner Hirschsprung oder Ufer-Hirschsprung (Corrigiola litoralis L.)

    - Telephium L.: Die etwa fünf Arten kommen im Mittelmeerraum und auf Madagaskar vor. Darunter:
      - Zierspark (Telephium imperati L.)

  - Tribus Eremogoneae Rabeler & W.L.Wagner: Sie wurde 2010 aufgestellt und enthält nur zwei Gattungen:[29][17]
    - Eremogone Fenzl: Die etwa 100 Arten sind auf der Nordhalbkugel verbreitet.[29]
    - Thylacospermum Fenzl: Die nur zwei Arten sind in Asien verbreitet.

  - Tribus Geocarpeae E.J.Palmer & Steyerm.: Sie enthält nur eine Gattung:
    - Geocarpon Mack.: Sie enthält nur eine Art:
      - Geocarpon minimum Mack.: Diese gefährdete Art gedeiht in Höhenlagen von 100 bis 300 Metern nur in den südlichen US-Bundesstaaten Arkansas, Louisiana, Missouri sowie Texas.[13]

  - Tribus Habrosieae Pax: Sie enthält nur eine Gattung:
    - Habrosia Fenzl: Sie enthält nur eine Art:
      - Habrosia spinulifera (Ser.) Fenzl: Sie kommt in Westasien vor.

  - Tribus Paronychieae Dumortier: Sie enthält etwa 15 Gattungen:
    - Achyronychia Torr. & A.Gray: Sie enthält nur eine Art:
      - Achyronychia cooperi Torr. & A.Gray: Sie kommt nur von den südwestlichen USA (Arizona sowie Kalifornien) bis Mexiko vor.[13]

    - Cardionema DC. (Syn.: Pentacaena Bartl.): Die etwa sechs Arten kommen an den Küsten im westlichen Nordamerika (nur eine Art) und in Südamerika von Ecuador über Peru bis Chile vor.[13]
    - Chaetonychia (DC.) Sweet (manchmal in Paronychia Mill.): Sie enthält nur eine Art:
      - Chaetonychia cymosa (L.) Sweet: Sie kommt im westlichen Mittelmeerraum vor.[22]

    - Cometes L.: Die nur zwei Arten kommen vom nordöstlichen Afrika und Äthiopien bis zum nordwestlichen Indien in Trockengebieten vor.[22]
    - Dicheranthus Webb: Sie enthält nur eine Art:
      - Dicheranthus plocamoides Webb: Sie kommt auf den Kanaren vor.[22]

    - Gymnocarpos Forssk. (Syn.: Lochia Balf. f., Sclerocephalus Boiss.[30]): Die etwa zehn Arten kommen von Makaronesien bis ins nordwestliche China und in die Mongolei vor, mit einem Zentrum der Artenvielfalt im tropischen Ostafrika:[14]
    - Bruchkräuter (Herniaria L.): Die etwa 45 Arten sind in Europa, Mittelmeerraum, Afrika, Zentralasien und in den Anden verbreitet. In vielen Gebieten der Welt sind sie Neophyten.[13]
    - Illecebrum L.: Sie enthält nur eine Art:
      - Knorpelkraut (Illecebrum verticillatum L.): Es kommt in Westeuropa, im Mittelmeerraum und auf den Kanaren vor.[22]

    - Mauermieren (Paronychia Mill., Syn.: Anychia Michx., Nyachia Small, Siphonychia Torr. & A.Gray): Die etwa 110 Arten sind in warm-gemäßigten Gebieten in Eurasien, Afrika, den USA (26 Arten), Südamerika (von Peru bis Bolivien); sie haben den Schwerpunkt ihrer Verbreitung im Mittelmeerraum und in Kleinasien.[13][15] Darunter:
      - Silber-Mauermiere (Paronychia argentea Lam.)

    - Philippiella Speg.: Sie enthält nur eine Art:
      - Philippiella patagonica Speg.: Sie kommt nur in Patagonien vor.

    - Pollichia Aiton: Sie enthält nur eine Art:
      - Pollichia campestris Aiton: Sie ist von der Arabischen Halbinsel über das tropische Ostafrika bis ins südliche Afrika verbreitet.[22][23]

    - Pteranthus Forssk.: Sie enthält nur eine Art:
      - Pteranthus dichotomus Forssk.: Sie kommt in Nordafrika und von Zypern bis zum Iran vor.[22]

    - Scopulophila M.E.Jones: Die nur zwei Arten gedeihen in Höhenlagen von 1200 bis 1600 Metern auf Kalkstein- und Quarzit-Aufschlüssen nur in den südwestlichen US-Bundesstaaten Arizona, Kalifornien sowie Nevada vor.[13]
    - Sphaerocoma T.Anderson (Syn.: Hafunia Chiov.): Die nur zwei Arten kommen im nordöstlichen Sudan, in Ägypten, Saudi-Arabien im Iran und westlichen Pakistan vor.[25]

  - Tribus Polycarpaeae DC.: Sie enthält etwa 16 Gattungen:
    - Cerdia Moçiño & Sessé ex DC.: Die vier Arten kommen nur in Mexiko vor.[22]
    - Drymaria Willd.: Die etwa 48 Arten sind von den südwestlichen USA (neun Arten) über Mexiko, Karibischen Inseln, Zentral- und Südamerika bis Patagonien und auf den Galápagos-Inseln verbreitet. In weiten Gebieten der Alten Welt (Indonesien, östlichen sowie südlichen Afrika, Australien und auf Pazifischen Inseln) sind es Neophyten.[13][15]
    - Haya Balf. f.: Sie enthält nur eine Art:
      - Haya obovata Balf. f.: Sie kommt nur auf Sokotra vor.[22]

    - Krauseola Pax & K.Hoffm.: Von den nur zwei im tropischen Ostafrika vorkommenden Arten kommt eine im nördlichen Kenia sowie südlichen Äthiopien vor und die andere (Krauseola mosambicina Pax & Hoffm.) reicht bis Mosambik und dem nördlichen KwaZulu-Natal.[22][23]
    - Loeflingia L.: Von den etwa sieben Arten kommt nur eine in Nordamerika vor, die anderen Arten sind im westlichen Mittelmeerraum und in der Sahara verbreitet.[13]
    - Microphyes Phil. (Syn.: Wangerinia E.Franz): Die nur drei Arten kommen in Chile vor.
    - Ortegia Loefl.: Sie enthält nur eine Art:
      - Ortegia hispanica L.: Sie kommt nur in Spanien und Portugal vor.[16]

    - Pirinia M.Král: Sie enthält nur eine Art:
      - Pirinia koenigii M.Král: Sie kommt nur im südwestlichen Bulgarien vor.[22]

    - Polycarpaea Lam. (Syn.: Calycotropis Turcz., Reesia Ewart, Robbairea Boiss.): Die etwa 50 Arten kommen in den Tropen und Subtropen hauptsächlich der Alten Welt vor, wenige Arten gibt es in der Neotropis.[14] In Florida ist eine Art (Polycarpaea corymbosa) ein Neophyt.[13]
    - Nagelkräuter (Polycarpon Loefl.): Die 9 bis 16 Arten sind in den Tropen und Subtropen im westlichen Nordamerika (zwei Arten), Südamerika, Europa, Afrika, Mittelmeerraum sowie Asien weitverbreitet;[14] darunter:
      - Vierblättriges Nagelkraut (Polycarpon tetraphyllum (L.) L.): Es kommt in Europa, Nordafrika und Westasien ursprünglich vor. In vielen Gebieten der Welt, beispielsweise im östlichen Nordamerika sowie Australien ist es ein Neophyt.[13][15][9]

    - Polytepalum Suess. & Beyerle: Sie enthält nur eine Art:
      - Polytepalum angolense Suess. & Beyerle: Sie kommt nur in Angola vor.

    - Sanctambrosia Skottsb. ex Kuschel: Sie enthält nur eine Art:
      - Sanctambrosia manicata (Skottsb.) Skottsb.: Sie ist ein Endemit der Inselgruppe San Ambrosio westlich von Chile.

    - Spark (Spergula L.): Die etwa fünf Arten sind in Eurasien beheimatet, mit einem Schwerpunkt der Artenvielfalt im Mittelmeerraum. In Nordamerika sind drei Arten Neophyten.[13]
    - Schuppenmieren (Spergularia (Pers.) J.Presl & C.Presl, Syn.: Arenaria subg. Spergularia Pers., Delia Dumortier, Lepigonum Wahlenb.): Die 25 bis 60 Arten sind in den gemäßigten Gebieten der Nordhalbkugel vom westlichen Nordamerika (elf Arten) über Mexiko sowie Zentralamerika bis ins westliche Südamerika und im Mittelmeerraum weitverbreitet. Es handelt sich meist um Halophyten.[14][13][15] Zwei Arten sind im südlichen Afrika beheimatet und zwei weitere sind dort Neophyten.[23]
    - Stipulicida Michx.: Sie enthält nur eine Art:
      - Stipulicida setacea Michx.: Sie kommt mit zwei Varietäten nur in den südöstlichen USA und auf Kuba vor.[13]

    - Xerotia Oliv.: Sie enthält nur eine Art:
      - Xerotia arabica Oliv.: Sie kommt nur auf der Arabischen Halbinsel vor.

  - Tribus Pycnophylleae Mattf.: Sie enthält nur eine Gattung:
    - Pycnophyllum J.Rémy: Die etwa 17 Arten kommen in den Anden vor.[22]

  - Tribus Sclerantheae Link ex DC.: Sie enthält etwa fünf Gattungen:[18]
    - Honckenya Ehrh.[18] (Syn.: Honkenya Ehrh. orth. var.): Sie enthält nur eine Art:
      - Salzmiere (Honckenya peploides (L.) Ehrh.: Sie kommt mit vier Unterarten an den Küsten von Nordamerika und Eurasien vor.[13]

    - Pentastemonodiscus Rech. f.: Sie enthält nur eine Art:
      - Pentastemonodiscus chlamydeus Rech. f.: Sie kommt nur in Afghanistan vor.[22]

    - Schiedea Cham. & Schltdl. (Syn.: Alsinidendron H.Mann[18]):[18] Die etwa 34 Arten kommen nur auf Hawaii vor und gedeihen dort in vielen unterschiedlichen Habitaten.[31][32]
    - Knäuelkräuter (Scleranthus L.): Die etwa zehn Arten sind in Europa in gemäßigten sowie mediterranen Gebieten und in Asien, Afrika sowie Australien (sechs Arten, fünf davon nur dort) verbreitet. Zwei Arten sind in vielen Gebieten der Welt, beispielsweise in Nordamerika, Neophyten.[13][15]
    - Wilhelmsia Rchb.[18] (Syn.: Merckia Fisch. ex Cham. & Schltdl.): Sie enthält nur eine Art:
      - Wilhelmsia physodes (Fisch. ex Ser.) McNeill (Syn.: Arenaria physodes Fisch. ex Ser., Merckia physodes (Fisch. ex Ser.) Fisch. ex Cham. & Schltdl.): Sie kommt nur im nordwestlichen Nordamerika und nordöstlichen Asien vor.[13]

  - Tribus Sileneae DC:[33][34][35]
    - Kornraden (Agrostemma L., Syn.: Githago Adans.): Die nur zwei Arten[34] sind in Eurasien verbreitet und in vielen Gebieten der Welt Neophyten:[13]
      - Agrostemma brachylobum (Fenzl) K.Hammer, (Syn.: Agrostemma gracile Boiss.)[34]
      - Kornrade (Agrostemma githago L.)[34]

    - Atocion Adans. (Syn.: Minjaevia Tzvelev): Die etwa sechs Arten[34][35] sind in Europa verbreitet, beispielsweise:
      - Nelken-Leimkraut (Atocion armeria (L.) Raf.)
      - Felsen-Leimkraut (Atocion rupestre (L.) Oxelmann, Syn.: Silene rupestris L.)

    - Eudianthe (Rchb.) Rchb. (manchmal in Silene L.): Die zwei Arten[34] sind im westlichen Mittelmeerraum verbreitet:
      - Himmelsröschen (Eudianthe coeli-rosa (L.) Rchb., Syn.: Silene coeli-rosa (L.) Godr.): Sie kommt in Portugal, Spanien, Korsika, Sardinien, Italien, Sizilien, Marokko, Algerien und Tunesien vor.[16]
      - Eudianthe laeta (Aiton) Willk. (Syn.: Silene laeta (Aiton) Godr.): Sie kommt in Portugal, Spanien, Frankreich, Korsika, Sardinien, Italien, Marokko, Algerien und Tunesien vor.[16]

    - Heliosperma (Rchb.) Rchb.[34] (manchmal in Silene L.; Syn.: Ixoca Raf., Silene sect. Heliosperma Rchb.): Von den 9[34] bis 15 Arten sind die meisten Endemiten auf der Balkanhalbinsel, nur Heliosperma alpestre ist ein Endemit der Ostalpen und Heliosperma pusillum gedeiht in den europäischen Gebirgen vom nördlichen Spanien bis zu den Karpaten.[36][37][38][39]
    - Pechnelken (Lychnis L., Syn.: Lychnis subgen. Lychnis Rchb., Silene subgen. Lychnis (L.) Greuter, Silene sect. Coccyganthe (Rchb.) Greuter, Coronaria subgen. Coccyganthe (Rchb.) Devyatov & V.N.Tikhom., Coccyganthe Rchb., Exemix Raf., Hedona Lour.):[34] Die 14 bis 25 Arten sind im gemäßigten Eurasien und Afrika verbreitet. Sie sind manchmal in Silene eingegliedert.[40]
    - Petrocoptis A.Braun ex Endl. (Syn.: Silenopsis Willk.): Von den etwa sieben Arten[34] kommen vier in den Pyrenäen vor.
    - Leimkräuter (Silene L., Syn.: Anotites Greene, Behen Moench, Behenantha (Otth) Schur, Carpophora Klotzsch, Charesia E.A.Busch, Conosilene (Rohrb.) Fourr., Coronaria Guett., Corone Hoffmanns. ex Steud., Cucubalus L., Ebraxis Raf., Elisanthe (Fenzl ex Endl.) Rchb., Evactoma Raf., Gastrocalyx Schischk., Gastrolychnis (Fenzl) Rchb., Kaleria Adans., Leptosilene Fourr., Lychnanthos S.G.Gmel., Melandrium Röhl., Melandryum Rchb., Muscipula Fourr., Nanosilene (Otth) Rchb., Neoussuria Tzvelev, Oberna Adans., Oncerum Dulac, Petrocoma Rupr., Pleconax Raf., Polyschemone Schott, Nyman & Kotschy, Schischkiniella Steenis, Scribaea Borkh., Silenanthe Griseb. & Schenk, Sofianthe Tzvelev, Ussuria Tzvelev, Xamilenis Raf.[34]; manchmal sind Lychnis und Viscaria enthalten):[13] Die 600 bis 700 Arten sind hauptsächlich auf der Nordhalbkugel verbreitet (70 Arten in Nordamerika). Es sind invasive Pflanzen und Zierpflanzen enthalten.[13][41]
    - Uebelinia Hochst. (manchmal in Silene oder Lychnis):[40] Die etwa drei Arten kommen in den Gebirgen des tropischen Afrika vor.
    - Viscaria Bernh. (Syn.: Lychnis sect. Viscaria DC., Steris Adans., Silene sect. Viscaria (DC.) Greuter, Silene subgen. Viscaria (DC.) Greuter): Die etwa drei Arten[34][35] sind in Europa verbreitet. Sie waren manchmal in Silene eingegliedert.

  - Tribus Sagineae J.Presl:[18]
    - Bufonia Sauvages:[18] Die etwa 20 Arten kommen im Mittelmeerraum und auf den Kanaren vor.
    - Perlwurz (Colobanthus Bartl.):[18] Die 20 bis 25 Arten sind hauptsächlich in den Bergregionen und im südlichen Bereich von Südamerika verbreitet und kommen auch in Neuseeland sowie Australien (vier Arten) und einigen Landmassen im Südlichen Ozean vor.[15] Unter ihnen eine von zwei Blütenpflanzenarten, die in der Antarktis ursprünglich vorkommen:
      - Antarktische Perlwurz (Colobanthus quitensis (Kunth) Bartl.)

    - Mastkräuter (Sagina L.):[18] Die 15 bis 30 Arten sind in den kühlen, gemäßigten Gebieten der Nordhalbkugel verbreitet, wenige Arten kommen in den Subtropen vor. Zehn Arten gibt es in Nordamerika), einige Arten gedeihen in tropischen Gebirgen.[13]

## Mensch und Nelkengewächse

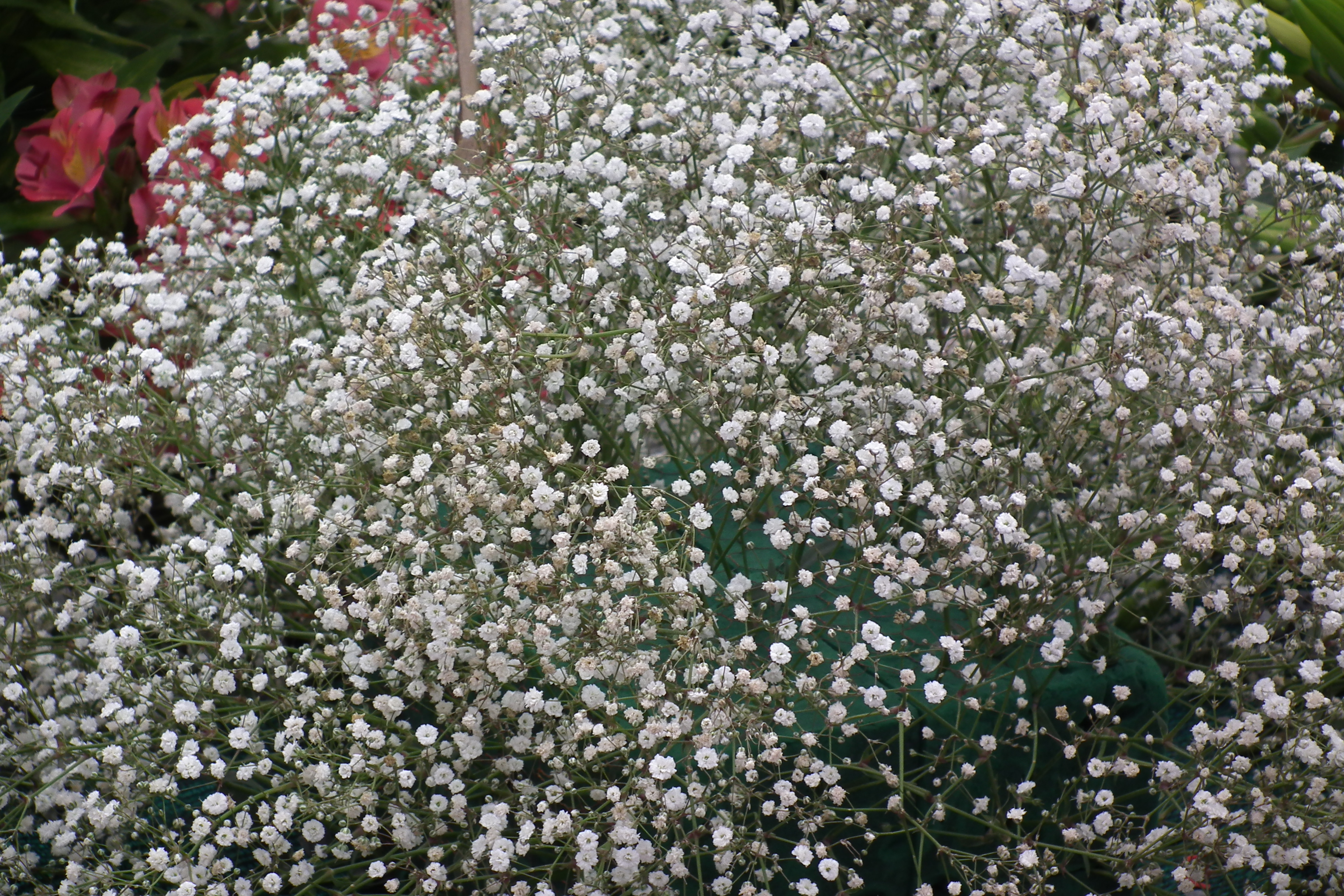
Schleierkraut (Gypsophila elegans) als Schnittblume

### Verwendung

#### Nutzung als Zierpflanze
Die größte Bedeutung haben Nelkengewächse als Zierpflanze und Schnittblumen. Mindestens 70 Arten werden als gartenbauliche Kulturen angebaut.
Von besonderer Bedeutung bei den Schnittblumen ist die Gattung Dianthus, speziell die Sorten von Dianthus caryophyllus, die Schnittnelke. Für 498 Millionen $ wurden 2007 Schnittnelken weltweit gehandelt. In Aalsmeer befindet sich das größte Versteigerungszentrum für Schnittblumen in Europa, heute mit Firmennamen FloraHolland, dort wurden beispielsweise im Jahr 2005 57 Millionen Schnittnelken umgesetzt, davon 38 Millionen importierte Nelken. Damit gehört die Schnittnelke zu den zehn meistverkauften Schnittblumen im internationalen Schnittblumenhandel. Die beiden wichtigsten Erzeugerländer für Schnittnelken sind Kolumbien (262 Millionen $ in 2007) und Kenia (36 Millionen $ in 2007). Sorten einiger anderer Dianthus-Arten werden im geringeren Umfang als Schnittblumen gehandelt. Ein anderer für die Floristik wichtige Vertreter der Nelkengewächse ist das Schleierkraut (Gypsophila spec.).
Sorten beispielsweise der Gattungen Agrostemma, Arenaria, Cerastium, Dianthus, Gypsophila, Lychnis, Minuartia, Paronychia, Sagina, Saponaria, Scleranthus und Silene werden als Zierpflanzen in Parks und Gärten verwendet. Je nach Art eignen sie sich für Beete oder Steingärten.

#### Nutzung als Heilpflanze

Struktur eines Saponins im Bruchkraut

Einige Arten sind aufgrund ihres Saponingehaltes als Arzneipflanzen von Interesse. Gypsophila-Arten liefern die Droge Saponinum album. Auch das Gewöhnliche Seifenkraut (Saponaria officinalis) findet medizinische Verwendung. Saponine im Kahlen Bruchkraut senken bei Laborratten einen überhöhten Blutdruck und fördern die Filtrationsrate ihrer Nieren; Bruchkraut wird kräuterkundlich als Diuretikum zur Durchspülungstherapie bei Harnsteinen, Nierengrieß und Krämpfen verwendet.
Die Vogelmiere (Stellaria media) gilt nach Hildegard von Bingen als vorbeugendes Mittel gegen Blutergüsse nach Prellungen.
In der Traditionellen chinesischen Medizin werden Dianthus superbus, Pseudostellaria heterophylla, Stellaria dichotoma var. lanceolata und Vaccaria hispanica für vielfältige Zwecke verwendet.
Als Giftpflanze war früher die Kornrade (Agrostemma githago) von Bedeutung, da die Samen des Ackerunkrauts als Verunreinigung des Getreides häufig in Mehl gelangten. Der hohe Saponingehalt (6–7 %, hauptsächlich Githagosid) verursacht Schleimhautreizungen, aber auch Atemlähmungen und Schock. Auch die medizinischen Wirkungen wurden untersucht. Während Hungersnöten wurden die Blätter gegart gegessen (Problem giftig!).
Die medizinischen Wirkungen von Cerastium arvense, Cerastium viscosum, Silene acaulis, Silene baccifera, Silene conoidea, Silene firma, Silene nigrescens, Stellaria alsine, Stellaria dichotoma und Stellaria media wurden untersucht. Vom Quendel-Sandkraut (Arenaria serpyllifolia), vom Wasserdarm (Myosoton aquaticum), von Drymaria cordata, Paronychia argentea, Paronychia capitata, Spergula arvensis, Spergularia rubra, einigen Dianthus-Arten und wenigen Gypsophila-Arten wurden die medizinischen Wirkungen untersucht.

#### Nutzung als Nahrungspflanze
Die jungen grünen Pflanzenteile des Wasserdarm (Myosoton aquaticum) werden während Hungersnöten gegart gegessen. Sie sind süß und zart und sind reich an Mineralstoffen.
Die oberirdischen Pflanzenteile vom Quendel-Sandkraut (Arenaria serpyllifolia) werden als Gewürzkraut verwendet.
Die grünen Pflanzenteile von Cerastium fontanum, Cerastium furcatum, Cerastium holosteoides subsp. glandulosum, Cerastium semidecandrum und Cerastium viscosum werden roh oder meist gegart gegessen.
Die grünen Pflanzenteile von Silene acaulis, Silene baccifera, Silene gallica, Silene firma und Silene vulgaris werden roh oder meist gegart gegessen.
Die grünen Pflanzenteile von Stellaria alsine, Stellaria diversiflora, Stellaria jamesiana, Stellaria media, Stellaria neglecta, Stellaria nipponica und Stellaria radians werden roh oder meist gegart gegessen. Von Stellaria jamesiana werden auch die unterirdischen Pflanzenteile roh oder meist gegart gegessen, sie sind süß und schmeckend. Die gemahlenen Samen von Stellaria media werden beispielsweise zum Andicken von Suppen verwendet, sie enthalten 17,8 % Proteine and 5,9 % Fette.
Die grünen Pflanzenteile von Spergula arvensis werden gegessen. Von Lychnis fulgens werden die jungen grünen Pflanzenteile gegart gegessen. Die Blätter von Drymaria cordata werden roh oder meist gegart gegessen.
Während Hungersnöten werden die getrockneten und gemahlenen Samen von Spergula arvensis und Spergularia rubra zum Brotbacken verwendet.
Die Blätter von Vaccaria hispanica werden als Gewürz verwendet. Die gemahlenen Samen gegessen und enthalten viel Stärke, 13,8–16,1 % Proteine sowie 1,6–3,2 % Fette. (Problem giftig!)
Aus den oberirdischen Pflanzenteilen von Paronychia capitata und aus den Blüten von Paronychia argentea sowie Paronychia jamesii kann man einen Kräutertee aufbrühen.
Die oberirdischen Pflanzenteile von Dianthus superbus werden als Gewürzkraut verwendet. Die Kronblätter (ohne ihre Basis) von Dianthus caryophyllus sowie Dianthus plumarius werden ähnlich wie die von Rosen-Arten zum Dekorieren und Herstellen von Getränken, Süßspeisen und Salaten verwendet, sie duften und schmecken gut.
Die grünen Pflanzenteile von Honckenya peploides werden als sauer schmeckendes Gewürzkraut oder wie Sauerkraut verwendet. Ihre Samen werden gemahlen verwendet, manchmal anderem Mehl hinzugefügt.

#### Sonstige Nutzung
Aus allen Pflanzenteilen, aber besonders den Wurzeln des Gewöhnlichen Seifenkrautes (Saponaria officinalis) kann Seife hergestellt werden; daher der Name. Auch einige Silene-Arten, Gypsophila licentiana, Gypsophila struthium, Lychnis fulgens und Lychnis flos-cuculi können zur Seifenherstellung genutzt werden.

### Geschichte und Bedeutung

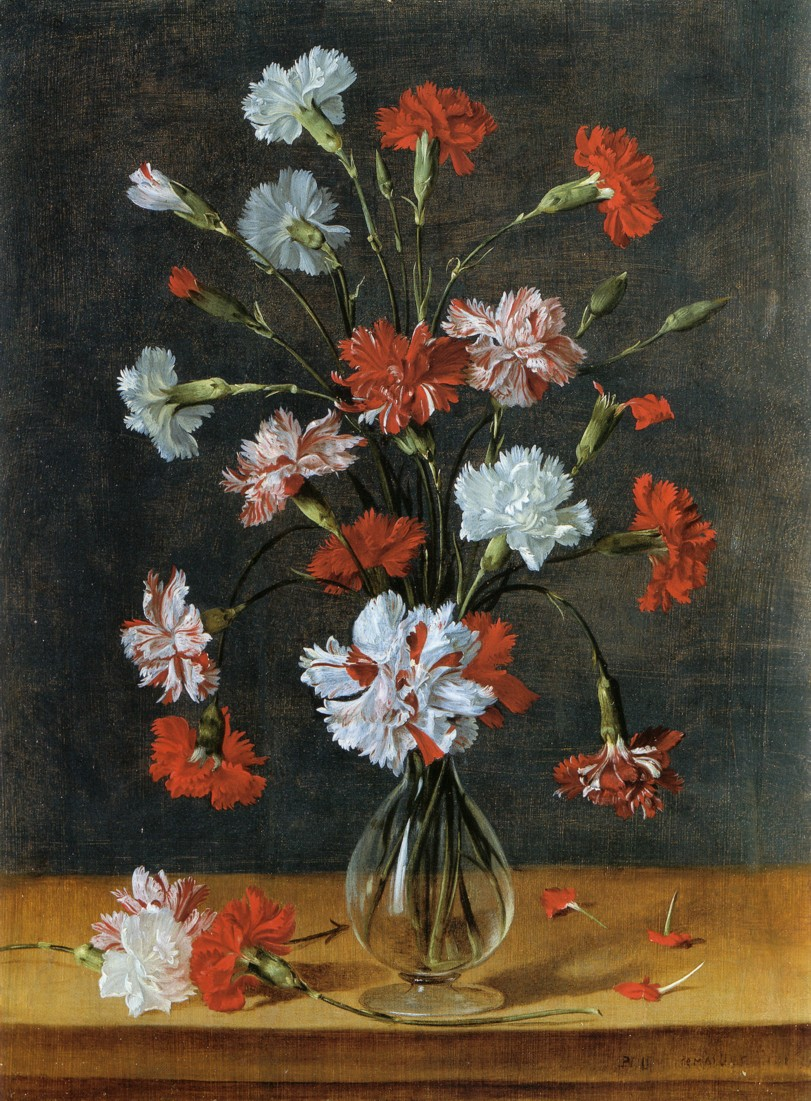
Philippe de Marlier: Nelkenstrauß in Glasvase, 1639. Die drei Blütenblätter am Tisch symbolisieren die Kreuzesnägel Christi.

Der Sage nach wurden die Nelken 1270 vom Heer des französischen Königs Ludwig IX. bei der Belagerung von Tunis dort entdeckt, nach Hause gebracht und in den Gärten weitergezüchtet.
Der Ruf der Gewürznelken, eine aphrodisierende Wirkung zu haben, übertrug sich im Mittelalter auch auf die Nelken. Ab dem Mittelalter galten sie als Symbol für Verlobung, Liebe und Ehe. Sie zierte viele Brautbilder. Als Zeichen der göttlichen Liebe findet sie sich auf vielen Mariendarstellungen besonders des 15. bis 17. Jahrhunderts.
Ende des 18. Jahrhunderts waren Nelken groß in Mode. So schrieb etwa Heinrich Christian Brocke 1771: „Denn so, wie die Moden in allen Sachen abwechseln, so ist es auch bei den Blumen, so dass jetzo eine Nelke mit ausgezacktem Blatte wenig mehr geachtet wird, weil die Franzosen, von denen wir was die Moden betrifft, getreue Nachahmer sind, die Nelken mit den runden Blättern sehr lieben.“
Während der französischen Revolution war die rote Nelken ein Zeichen der Aristokraten, die mit einer roten Nelke im Knopfloch zur Guillotine schritten.

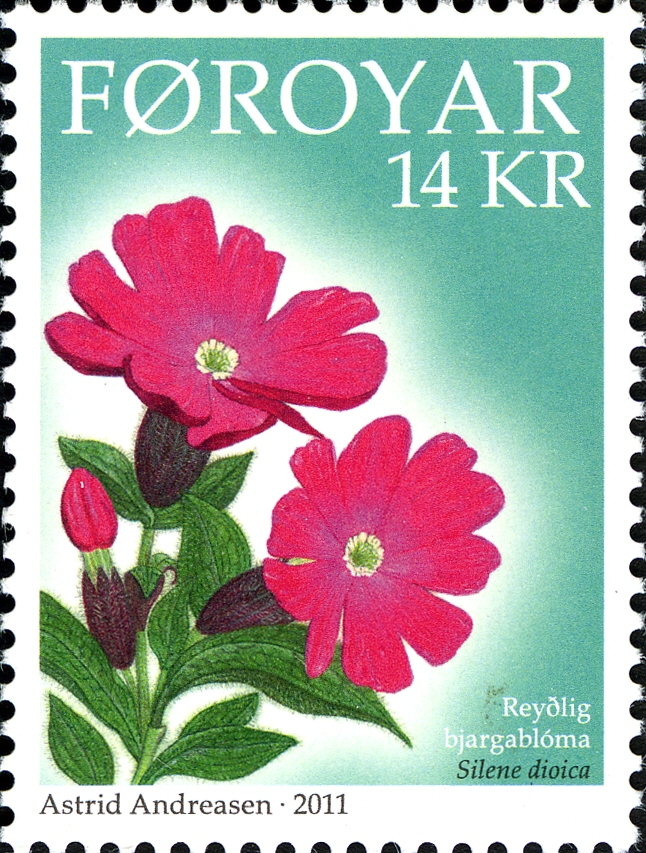
Rote Lichtnelke (Silene dioica) auf Briefmarke

Seit den ersten 1.-Mai-Demonstrationen 1890 ist die rote Nelke jedoch zum Symbol für die internationale Arbeiterbewegung geworden. Da das Mitführen von Fahnen verboten war, wählte man rote Nelken als Symbol. Jedoch auch diese Zeichen fielen unter das polizeiliche Verbot, sodass auch das Tragen der roten Nelke zu Verhaftungen führte. Rote Nelken zieren heute noch die Gräber etwa von Rosa Luxemburg und Karl Liebknecht. Die sozialdemokratischen Abgeordneten zum Österreichischen Nationalrat tragen heute noch bei der Eröffnungssitzung nach einer Wahl traditionell eine rote Nelke im Knopfloch, die Abgeordneten der ÖVP eine weiße Nelke.
Die portugiesische Nelkenrevolution vom 25. April 1974 hat ihren Namen von den Blumen, die die revolutionären demokratietreuen Truppen in ihren Gewehrläufen trugen.

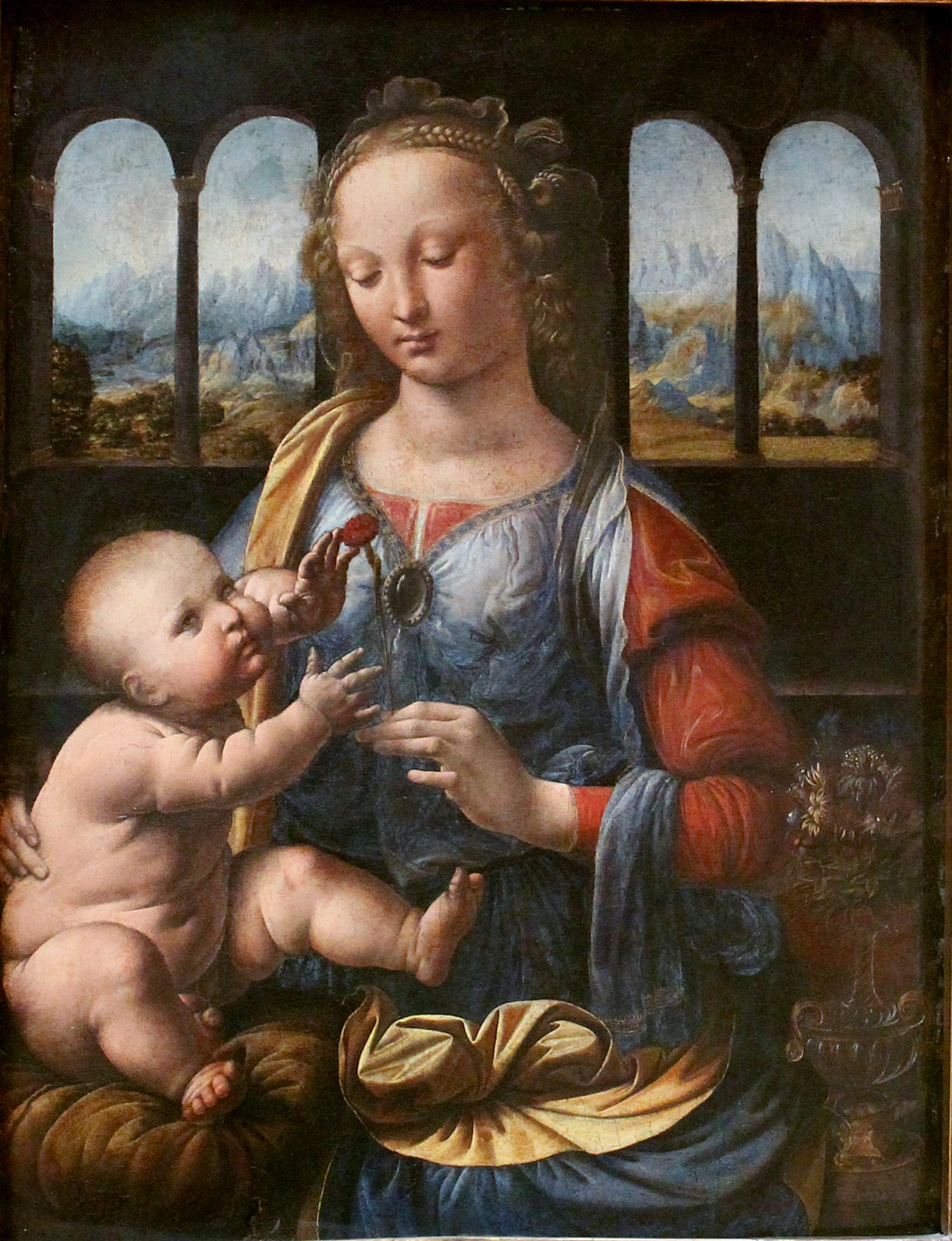
Madonna mit der Nelke, Leonardo da Vinci, zwischen 1473 und 1478

Im Volksglauben des deutschsprachigen Raumes spielten die Nelken keine große Rolle. Nach dem „Handwörterbuch des deutschen Aberglaubens“ galt die Rote Lichtnelke als Heilmittel gegen ausbleibende Menstruation, das Mitführen von geweihten Lichtnelken gegen Verblendung am Weg. Nelken erblühen dem Volksglauben nach aus dem Blut unschuldig getöteter. Die blutigen Nägel vom Kreuz Christi sollen sich in rote Nelken verwandelt haben. Das Abreißen von Karthäuser-Nelken führe zu Unwettern, das von Blut-Nelken oder auch Karthäuser-Nelken führe zu Nasenbluten.

### Nelken in der Literatur
Von den Nelkengewächsen sind in der deutschsprachigen Literatur praktisch nur die Nelken vertreten und auch diese spielen nur eine sehr untergeordnete Rolle. In Gedichten wird sie manchmal im Zusammenhang mit der Rose oder in anderen Aufzählungen von Blumen verwendet. Ein Beispiel sind folgende Zeilen aus der Sammlung Des Knaben Wunderhorn:
Keine Rose, keine Nelke kann blühen so schön,

Als wenn zwey verliebte Seelen beysammen thun stehn.
Johann Wolfgang Goethe lässt im Gedicht Das Blümlein Wunderschön die Nelke sogar zu Wort kommen:
Nelke

Das mag wohl ich, die Nelke, sein,

Hier in des Wächters Garten,

Wie würde sonst der Alte mein

Mit so viel Sorge warten?

Im schönen Kreis der Blätter Drang,

Und Wohlgeruch das Leben lang,

Und alle tausend Farben.

Graf

Die Nelke soll man nicht verschmähn,

Sie ist des Gärtners Wonne:

Bald muß sie in dem Lichte stehn,

Bald schützt er sie vor der Sonne,

Doch was den Grafen glücklich macht

Es ist nicht ausgesuchte Pracht,

Es ist ein stilles Blümchen.
Die Brüder Grimm zeichneten in ihren Kinder- und Hausmärchen auch das Märchen Die Nelke auf.
Annette von Droste-Hülshoff konnte dem Reimpaar „Nelke – welke“ nicht widerstehen:
Doch wenn ein frischer Hauch die welke

Todsieche Nessel hat berühret:

Dann hält sie sich wie Ros’ und Nelke

Und meint sich königlich gezieret.
Ebenso wenig Heinrich Heine in seinen Neuen Gedichten:
Ich breche Rosen, ich breche Nelken,

Zerstreuten Sinnes und kummervoll;

Ich weiß nicht, wem ich sie geben soll; -

Mein Herz und die Blumen verwelken.
In einem von Clemens Brentanos Rheinmärchen wird die Nelke in eindeutig erotischem Zusammenhang erwähnt: „Wie er so betend ihr in das liebliche Angesicht schaute, summte eine kleine goldene Biene um sie her und wollte sich eben auf ihren roten Mund, den sie für eine duftende rote Nelke hielt, niederlassen.“
Theodor Storm widmete den Nelken ein eigenes Gedicht:
Nelken

Ich wand ein Sträußlein morgens früh,

Das ich der Liebsten schickte;

Nicht ließ ich sagen ihr, von wem,

Und wer die Blumen pflückte.

Doch als ich abends kam zum Tanz

Und tat verstohlen und sachte,

Da trug sie die Nelken am Busenlatz,

Und schaute mich an und lachte.
Der Wiener Theaterdichter Johann Nestroy benannte eine seiner Zauberpossen „Nagerl und Handschuh“, nach der wienerischen Bezeichnung „Nagerl“, die auf das mittelhochdeutsche Wort negellîn für Nelke zurückgeht.
| Ausgestorbene (0, EX) und vom Aussterben bedrohte (1, CR) Arten im deutschsprachigen Raum | Ausgestorbene (0, EX) und vom Aussterben bedrohte (1, CR) Arten im deutschsprachigen Raum | Ausgestorbene (0, EX) und vom Aussterben bedrohte (1, CR) Arten im deutschsprachigen Raum | Ausgestorbene (0, EX) und vom Aussterben bedrohte (1, CR) Arten im deutschsprachigen Raum |
| Artname                                                                                   | D                                                                                         | A                                                                                         | CH                                                                                        |
| ----------------------------------------------------------------------------------------- | ----------------------------------------------------------------------------------------- | ----------------------------------------------------------------------------------------- | ----------------------------------------------------------------------------------------- |
| Agrostemma githago                                                                        | 1                                                                                         | 1                                                                                         |                                                                                           |
| Arenaria procera subsp. glabra                                                            |                                                                                           | 1                                                                                         |                                                                                           |
| Dianthus collinus                                                                         |                                                                                           | 1                                                                                         |                                                                                           |
| Dianthus serotinus                                                                        |                                                                                           | 1                                                                                         |                                                                                           |
| Gypsophila fastigiata                                                                     |                                                                                           | 0                                                                                         |                                                                                           |
| Herniaria incana                                                                          |                                                                                           | 0                                                                                         |                                                                                           |
| Illecebrum verticillatum                                                                  |                                                                                           | 1                                                                                         |                                                                                           |
| Minuartia viscosa                                                                         | 1                                                                                         |                                                                                           |                                                                                           |
| Minuartia stricta                                                                         | 0                                                                                         |                                                                                           |                                                                                           |
| Moenchia mantica                                                                          |                                                                                           |                                                                                           | CR                                                                                        |
| Silene conica                                                                             |                                                                                           | 1                                                                                         | CR                                                                                        |
| Silene linicola                                                                           | 0                                                                                         | 0                                                                                         |                                                                                           |
| Silene viridiflora                                                                        |                                                                                           | 1                                                                                         |                                                                                           |
| Silene viscosa                                                                            | 0                                                                                         |                                                                                           |                                                                                           |
| Spergula morisonii                                                                        |                                                                                           | 1                                                                                         |                                                                                           |
| Spergula pentandra                                                                        |                                                                                           | 1                                                                                         |                                                                                           |
| Spergularia echinosperma                                                                  |                                                                                           | 1                                                                                         |                                                                                           |
| Spergularia segetalis                                                                     | 0                                                                                         |                                                                                           |                                                                                           |
| Stellaria crassifolia                                                                     | 1                                                                                         |                                                                                           |                                                                                           |
| Stellaria palustris                                                                       |                                                                                           |                                                                                           | CR                                                                                        |
| Vaccaria hispanica                                                                        | 1                                                                                         | 1                                                                                         | CR                                                                                        |

## Gefährdung und Schutz
Die IUCN führt im Jahr 2013 61 Arten aus der Familie Caryophyllaceae mit unterschiedlichen Einstufungen in ihrer Datenbank der gefährdeten Arten.
In Deutschland stehen 1996 19 Arten und Unterarten mit den Einstufungen 0 bis 3 (ausgestorben bis gefährdet) auf der Roten Liste, in Österreich 1999 29 Arten und Unterarten mit den Einstufungen 0 bis 4 (ausgestorben bis potentiell gefährdet) und mit der Schweiz 20 Arten und Unterarten in den Einstufungen NT bis EX (near threatened bis extinguished).

## Weiterführende Literatur
- Patricia Hernández-Ledesma, Walter G. Berendsohn, Thomas Borsch, Sabine von Mering, Hossein Akhani, Salvador Arias, Idelfonso Castañeda-Noa, Urs Eggli, Roger Eriksson, Hilda Flores-Olvera, Susy Fuentes-Bazán, Gudrun Kadereit, Cornelia Klak, Nadja Korotkova, Reto Nyffeler, Gilberto Ocampo, Helga Ochoterena, Bengt Oxelman, Richard K. Rabeler, Adriana Sanchez, Boris O. Schlumpberger, Pertti Uotia: A taxonomic backbone for the global synthesis of species diversity in the angiosperm order Caryophyllales. In: Willdenowia. Volume 45, Issue 3, 2015, S. 281–383 (doi:10.3372/wi.45.45301).
- Thomas Borsch, Patricia Hernández-Ledesma, Walter G. Berendsohn, Hilda Flores-Olvera, Helga Ochoterena, Zuloaga, Sabine von Mering, N. Kilian: An integrative and dynamic approach for monographing species-rich plant groups – Building the global synthesis of the angiosperm order Caryophyllales. In: Perspectives in Plant Ecology, Evolution and Systematics. Volume 17, Issue 4, 2015, S. 284–300. doi:10.1016/j.ppees.2015.05.003 PDF.